# Kostel svatého Josefa (Prešov)
Františkánský kostel svatého Josefa (lidově zvaný Františkánský kostel) je slovenský raně barokní římskokatolický klášterní kostel v Prešově z konce 14. století.
Vlastní ho řád menších bratří a jeho současným rektorem je od 1. srpna 2022 br. Ján Kapistránsky Lazový OFM, kostel jako takový patří do farnosti svatého Mikuláše, jejíž farář je zároveň děkanem děkanátu Prešov - stred košické arcidiecéze.
V současnosti je to jediný dvouvěžový františkánský kostel na Slovensku.

## Poloha
Kostel se nachází v jižní části Slovenské ulice, nejstarší ulice v Prešově, na náměstí, které se v současnosti nazývá Františkánské náměstí. Na severní straně je kostel spojen s budovou kláštera, ze západu se táhne Svatoplukova ulice, která spojuje kostel s Hlavní ulicí, na jihu stojí evangelická fara, na jihovýchodě se nachází Zahrada umění (dříve městské koupaliště) a na východě stojí tzv. františkánské schody, které navazují na Kmetovu stromovou zahradu.

## Historie

### Historie kostela
- 11. století: na místě dnešního františkánského kostela stál slovenský římskokatolický gotický kostel Nejsvětější Trojice.[4]
- 1380: na místě kostela Nejsvětější Trojice postavili bratři karmelitáni nový kostel a malý klášter;[5] kostel si ponechal patrocinium Nejsvětější Trojice, což naznačuje, že přestavbu iniciovalo město, nikoli bratři, kteří by jej po přestavbě pravděpodobně zasvětili Panně Marii, jejíž kult šířili.[3]
- 1529: Bratři karmelitáni opustili město a kostel i klášterní budovy propadly městské správě; město je během reformace využívalo k hospodářským a obranným účelům.[3][5]
- 1661: z rozhodnutí panovníka Leopolda I. připadl kostel a klášter františkánům z nedaleké Nižné Šebastové.[5]
- 1671: kostel a klášter převzali bratři františkáni; trvalo jim to 10 let, protože evangelická městská rada nebyla ochotna bratry do města pustit ani po několika intervencích panovníka. To se změnilo až v roce 1671, kdy Prešov obsadilo královské vojsko vedené generálem Spankou.[3][5]
- 1671: díky finanční pomoci barona Františka Klobušického z Prešova a baronky Šóšové ze Solivaru byla brzy po převzetí kostela františkány zahájena přestavba gotického kostela, konkrétně presbytáře a lodi kostela, ke které byly přistavěny boční kaple mezi pilíři.[6]
- 1682: během Tökölyho povstání v srpnu toho roku byl Prešov obsazen povstaleckými vojsky, která zničila část vybavení farního kostela svatého Mikuláše a kostela svatého Josefa; jezuité a minorité museli město opustit, zatímco františkáni mohli zůstat a sloužit katolické bohoslužby, ale s omezeními..[3]
- 1685: povstání bylo potlačeno a kostel se vrátil pod správu řádu menších bratří.[3]
- 1704: během povstání Františka II.[3]
- 1705: zvláštní konfesně smíšená komise řešila rozdělení kostelů ve městě pro různé církve, přičemž františkánský kostel byl ponechán františkánům.[3]
- 1708–1718: rozsáhlejší přestavba kostela a kláštera, kterou vedl košický stavitel Ján Tornyossi a finančně podporovali Klobušičtí, kostel byl dán pod patronát svatého Josefa, upraveno bylo průčelí kostela se dvěma věžemi. Přestavba kostela byla inspirována jezuitským kostelem Il Gesù v Římě.[3][5]
  - Hlavní zásah byl proveden do půdorysu původně gotického presbytáře. Obvodové zdi byly zachovány, ale zaklenuty dvěma poli raně barokní lomenicové klenby. Uvnitř byla vybudována příčka, která z polygonu udělala obdélník. V podloubí je dnes sakristie, nahoře byl chór pro mnichy, dnes je zde kaple svatých relikvií.[3]
- 1732–1735: další přestavba, při níž přibyly barokní lavice, které se používají dodnes.[5][6][7]
- 1732: oltář Svaté rodiny byl nově vyzdoben a získal bohatou sochařskou výzdobu. Jeho autor František Strecius na něj umístil více než 40 různých soch, uprostřed kterých byl dvanáctiletý Ježíš, Panna Maria a svatý Josef, jemuž je kostel zasvěcen[8].
- 1734: Průčelí kostela bylo doplněno štukovou výzdobou a čtyřmi pískovcovými sochami. Sochy představují svaté Rocha, Floriána, Františka a Antonína. Jejich autorem je Simon Griming.[5]
- 1735: kostel byl slavnostně vysvěcen 14. neděli po svatém Duchu kaločským arcibiskupem hrabětem Klobušickým.[5]
- 1870: 21. prosince téhož roku zasáhl kostel ničivý požár, který zničil celý interiér kostela včetně bohatě zdobeného hlavního oltáře - krátce poté byla zahájena rekonstrukce[5]. Původní oltář byl nahrazen iluzivní olejovou freskou františkána Konráda Švestky, rodáka z Kroměříže, která zobrazuje původní oltář před jeho zničením.[3][5][7][8][9]
- 1888: po nákladných rekonstrukčních pracích vypukl 3. prosince 1888 nový požár, při němž shořely obě štíhlé kostelní věže a zůstalo jen torzo, které do dnešní doby výrazně nezměnilo svou podobu.[5]
- 1944: během bombardování města sovětskou armádou za druhé světové války byla poškozena střecha kostela a vitrážová okna.[3]
- 1947: po skončení války byly obnoveny poškozené části kostela a na fasádu byly doplněny malby - sgrafita - zobrazující Nejsvětější Trojici a Svatou rodinu; jejich autorem je Mikuláš Jordán, který nahradil starší malby na stejné téma.[3]
- 1950: v rámci nezákonné násilné likvidace mužských klášterů, známé jako Akce K, byli všichni řeholníci v Československu internováni a kláštery byly zrušeny, včetně františkánského kláštera v Prešově. Ten však zůstal v majetku katolické církve.[7][9]
- 1984–1991: kostel prošel generální opravou.[5]
- 1990: františkáni se vrátili do svého kláštera a kostela, které jim byly protiprávně odebrány zločiny Komunistické strany Československa.[7]

### Historie františkánů v Prešově
- Před rokem 1482 se Menší bratři usadili v Solivaru, konkrétně u kostela Nejsvětější Trojice postaveného v roce 1413, který je dnes farním kostelem farnosti Nejsvětější Trojice Prešov - Solivar.[9]
- Bratři opustili Solivar v druhé polovině 16. století.[9]
- V roce 1634 se bratři usadili v Nižné Šebeši, dnes Prešov - Nižná Šebastová.[9]
- V 17. století se bratři snažili získat klášter od karmelitánů a sloužili v jejich domech mše pro prešovské katolíky; město bylo tehdy více protestantské.[9]
- Na příkaz císaře Leopolda I. v roce 1661 dostali františkáni kostel a klášter karmelitánů, protestantská městská rada však zabránila katolickým mnichům ve vstupu do města, takže kostel převzali až o deset let později, v roce 1671, po příchodu habsburských vojsk do města.[9]
- V roce 1679 zemřelo na mor až 8 klášterních bratří.[9]
- Františkánský klášter nebyl oproti jiným klášterům zrušen nařízením císaře Josefa II. z roku 1787; bratři nesměli nosit své typické hnědé hábity, ale museli nosit černé, proto se jim začalo přezdívat "černí františkáni".[9]
- Od roku 1930 měli františkáni své sídlo také v budově Komisariátu Svaté země v Dilongově ulici 13.[9]
- Komunisty připravená zločinná Akce K, která se pro svou brutalitu zapsala do dějin jako Barbarská noc a která připravila všechny řeholní komunity o kostely a kláštery a řeholníky internovala, se nevyhnula ani prešovským františkánům.[7][9]
- v roce 1990 se řeholní život v kostele svatého Josefa obnovil.[9]

## Popis

### Exteriér

#### Františkánské náměstí
Podél západní strany kostela se rozprostírá Františkánské náměstí, po jehož obvodu rostou majestátní kaštany. Z náměstí se lze přímo dostat do Slovenské ulice, Konstantinovy ulice, Svatoplukovy ulice a ulice Hurbanistů.

#### Socha svatého Rocha
Před vchodem do kostela se na náměstí tyčí několik metrů vysoké sousoší, jejíž hlavní částí je socha svatého Rocha, ochránce před morem.
Postavili ji v roce 1730 františkánští mniši. Autorem pískovcové sochy je Simon Grimming, který v roce 1734 vytvořil pro františkánský kostel také čtyři pískovcové sochy světců - Róchuse, Floriána, Františka a Antonína. Pískovcová socha svatého Rócha byla umístěna v roce 1733 na volném prostranství před kostelem. Zcela dokončena byla až v roce 1795. Další renovace sochy proběhla v roce 1843.
V současnosti jsou originály soch uloženy v depozitáři ve věži chrámu svatého Mikuláše a jejich věrné kopie jsou umístěny před františkánským kostelem.
Sousoší je zapsáno jako Národní kulturní památka Slovenské republiky pod číslem ÚZPF 2258/3. Za kulturní památku byla prohlášena 4. března 1977.

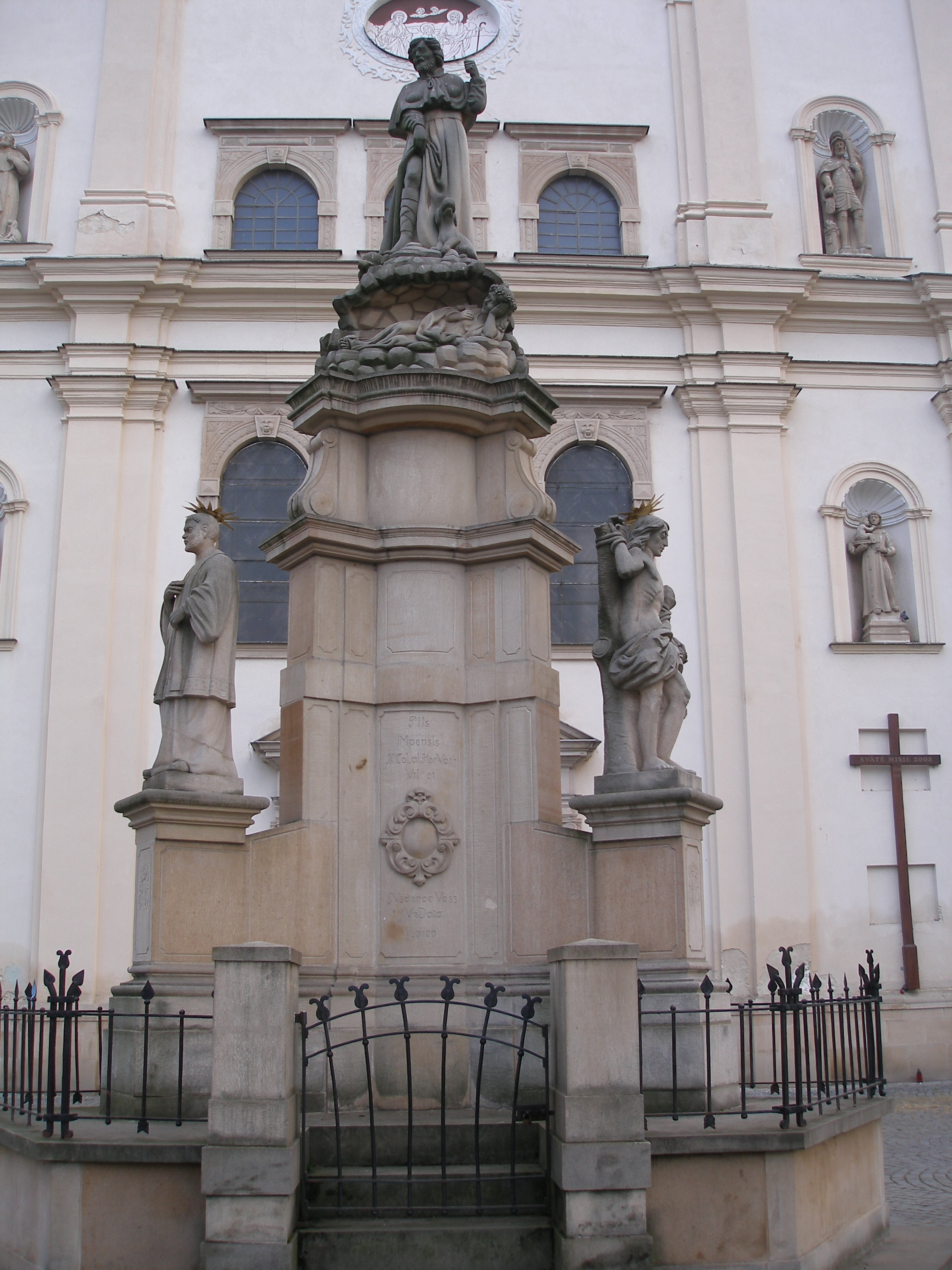
Socha svatého Rocha s kostelem v pozadí
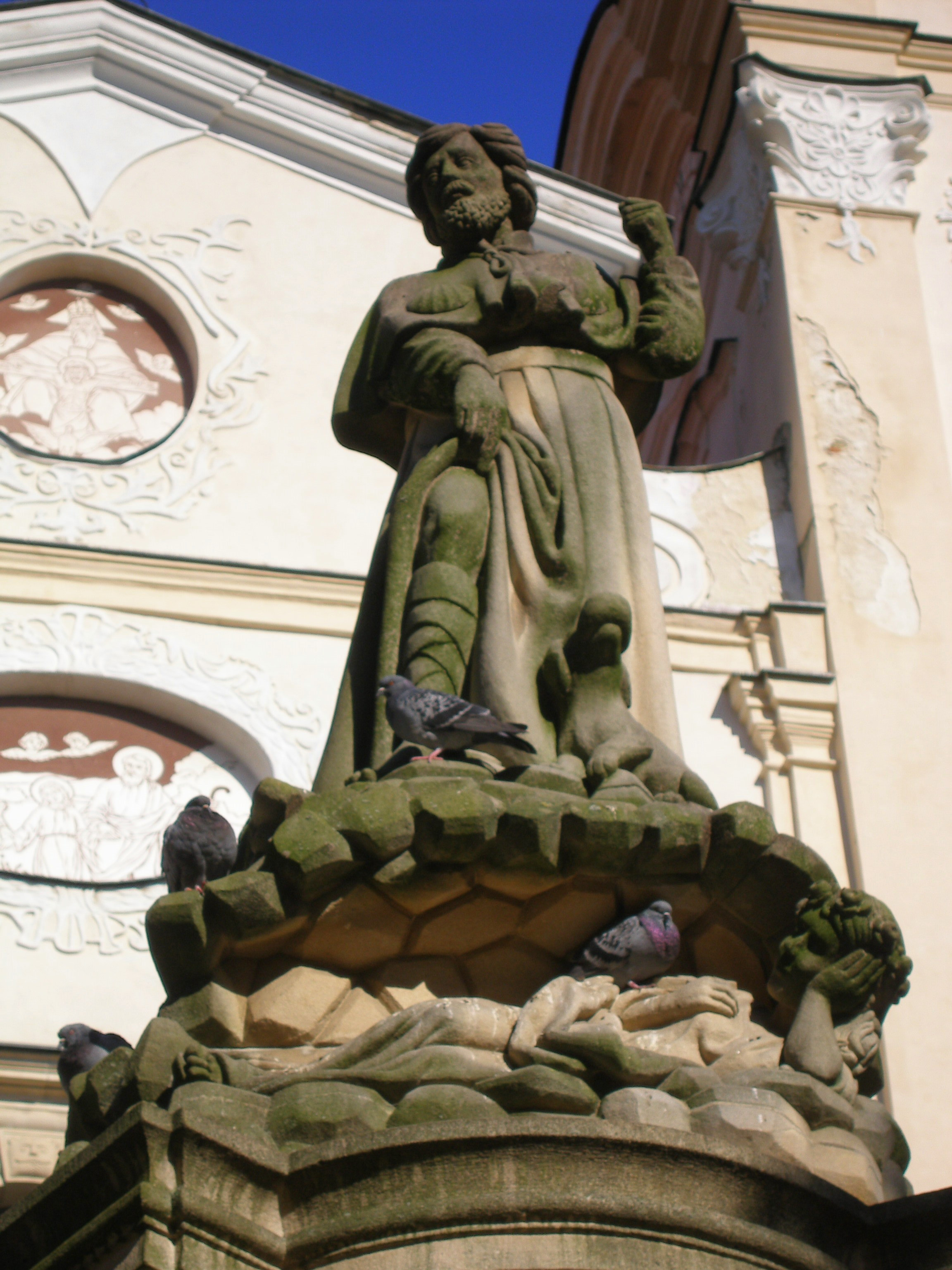
Detail sochy svatého Rocha

#### Průčelí chrámu
Na pravé straně z čelního pohledu je kříž. Vstupní portál v přízemí, lemovaný pilíři vystupujícími ze zdi, je zakončen prolamovaným trojúhelníkovým štítem, uprostřed s erbem v barokním ornamentu. Nad ním je štíhlé trojité půlkruhové okno, které je od tří menších oken v horní části průčelí odděleno mohutnou římsou.
Na průčelí jsou od roku 1947 umístěny malby - sgrafita - zobrazující Nejsvětější Trojici a Svatou rodinu; jejich autorem je Mikuláš Jordán, který nahradil dřívější malby na stejné téma.

### Věže
Kostelu při pohledu zvenčí dominují dvě 30 metrů vysoké věže - severní z nich je zvonice. Na jejich vrcholech jsou dvouramenné, tzv. kardinální kříže. Uprostřed věží je umístěn františkánský znak.

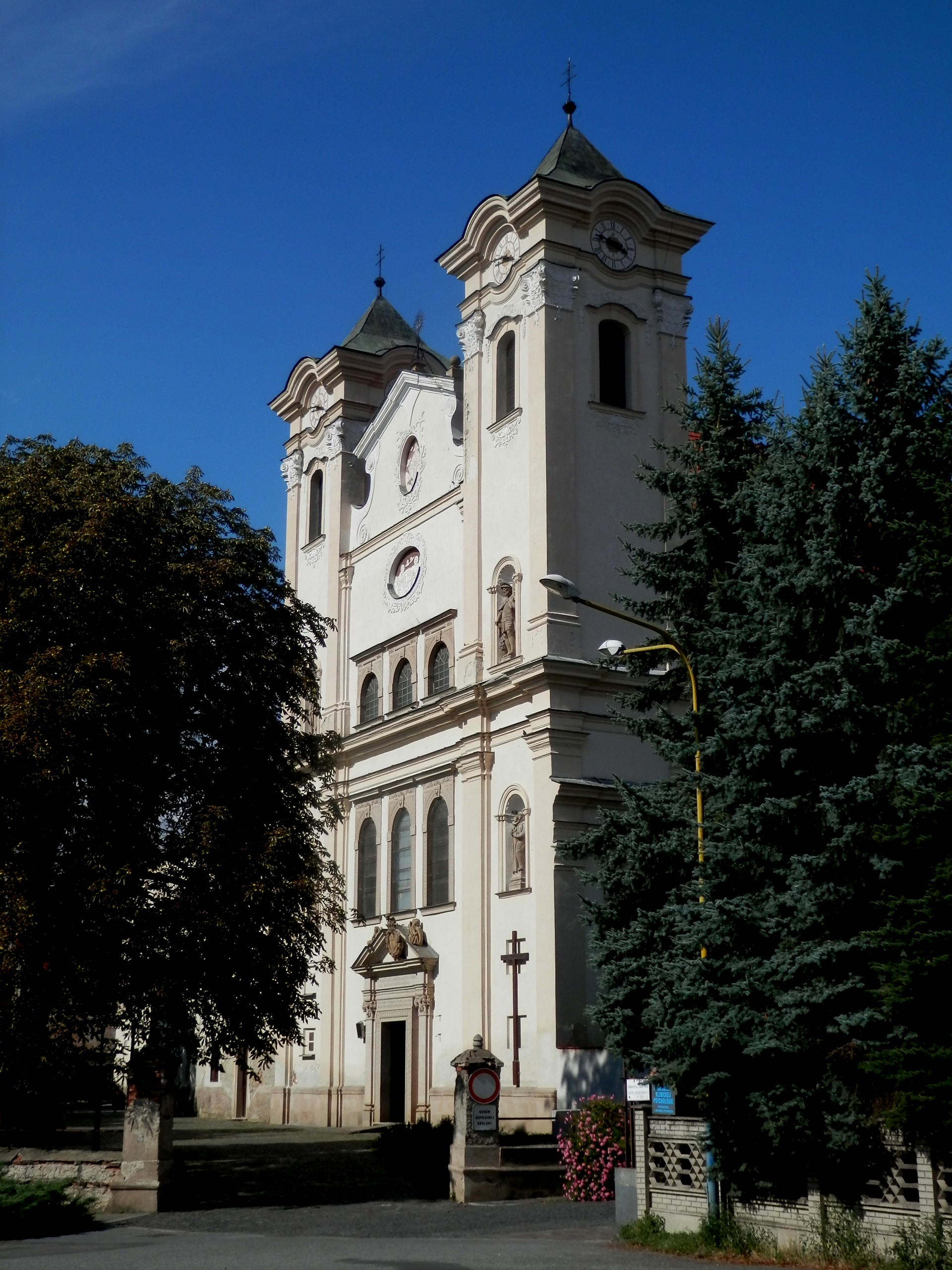
Průčelí kostela
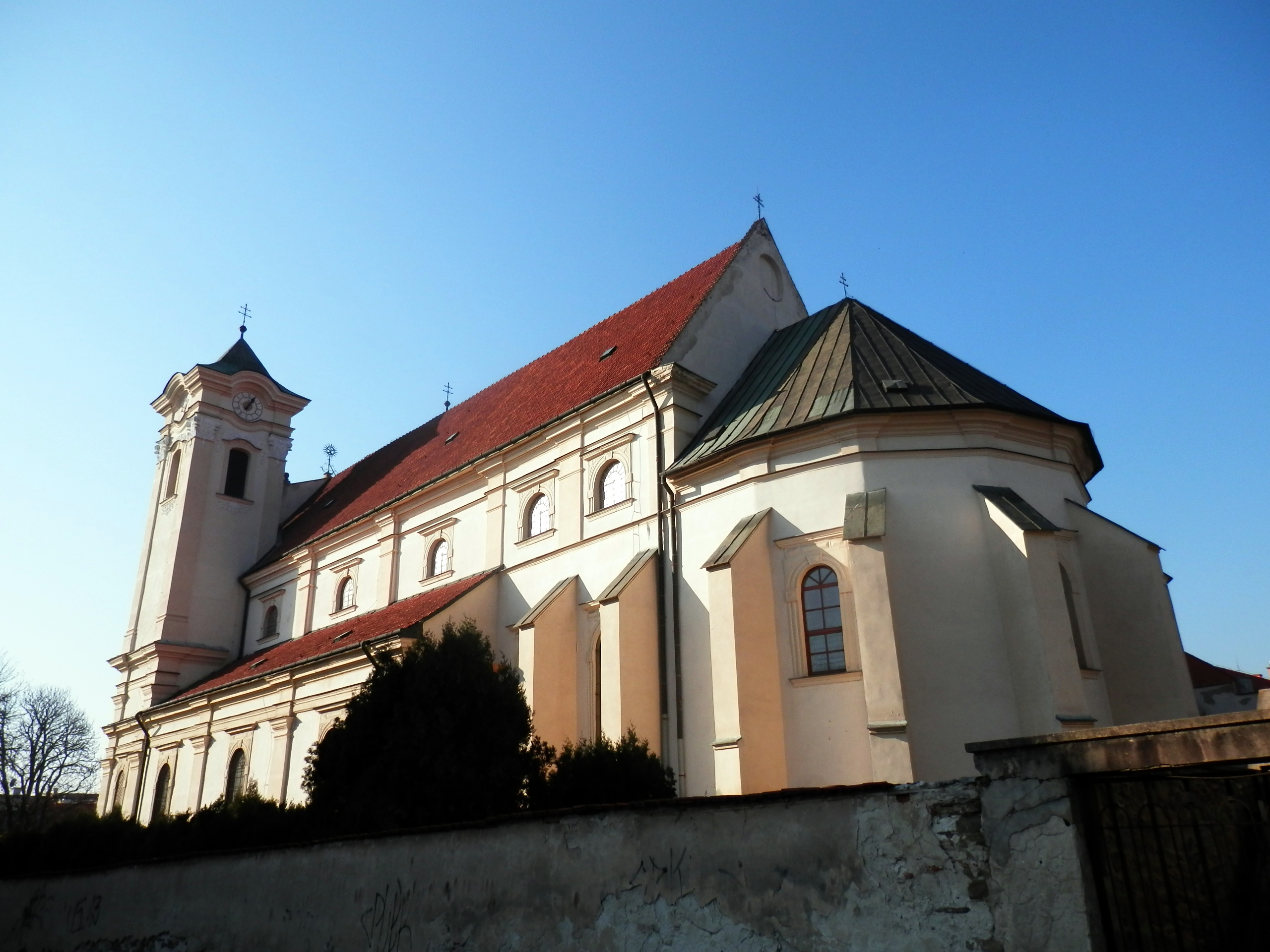
Chrám

### Zvony
Zvony v severní věži pocházejí z roku 1925 a vyrobila je košická firma Buchner.
- Největší zvon má průměr 122 cm a nápis "JESUS, MARIA, JOSEPH ADSTATE NOBIS IN MORTIS HORA", což v překladu znamená "Ježíši, Marie, Josefe, stůjte při nás v hodině smrti".[3]
- Druhý zvon má průměr 83 cm a nápis. FRANCISCE ORA PRO NOBIS", což v překladu znamená "Svatý Františku, přimlouvej se za nás".[3]
- Třetí zvon má průměr 70 cm a nápis: "S. ANTONI DI PADVA ORA PRO NOBIS", což v překladu znamená "Svatý Antoníne z Padovy, oroduj za nás".[3]
- Čtvrtý zvon, umíráček, má průměr 50 cm a je na něm vyobrazen kříž.[3]

### Interiér
Františkánský kostel svatého Josefa je jednolodní kostel s šesti kaplemi přistavěnými po stranách. Loď je 40 metrů dlouhá, 18 metrů široká a její vnitřní výška je 13 metrů.

### Oltáře

#### Hlavní oltář

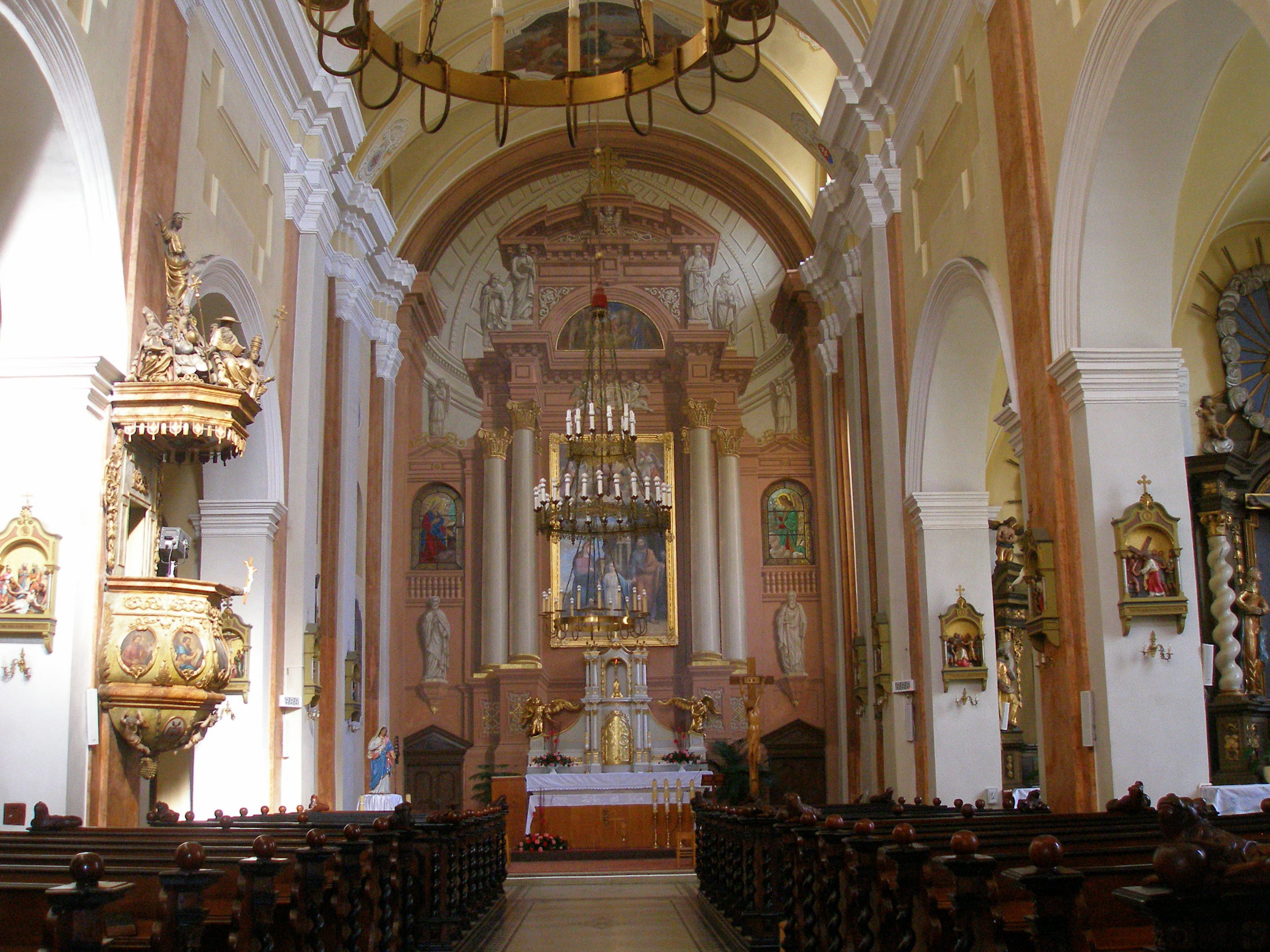
Kostelu dominuje malovaný iluzivní oltář

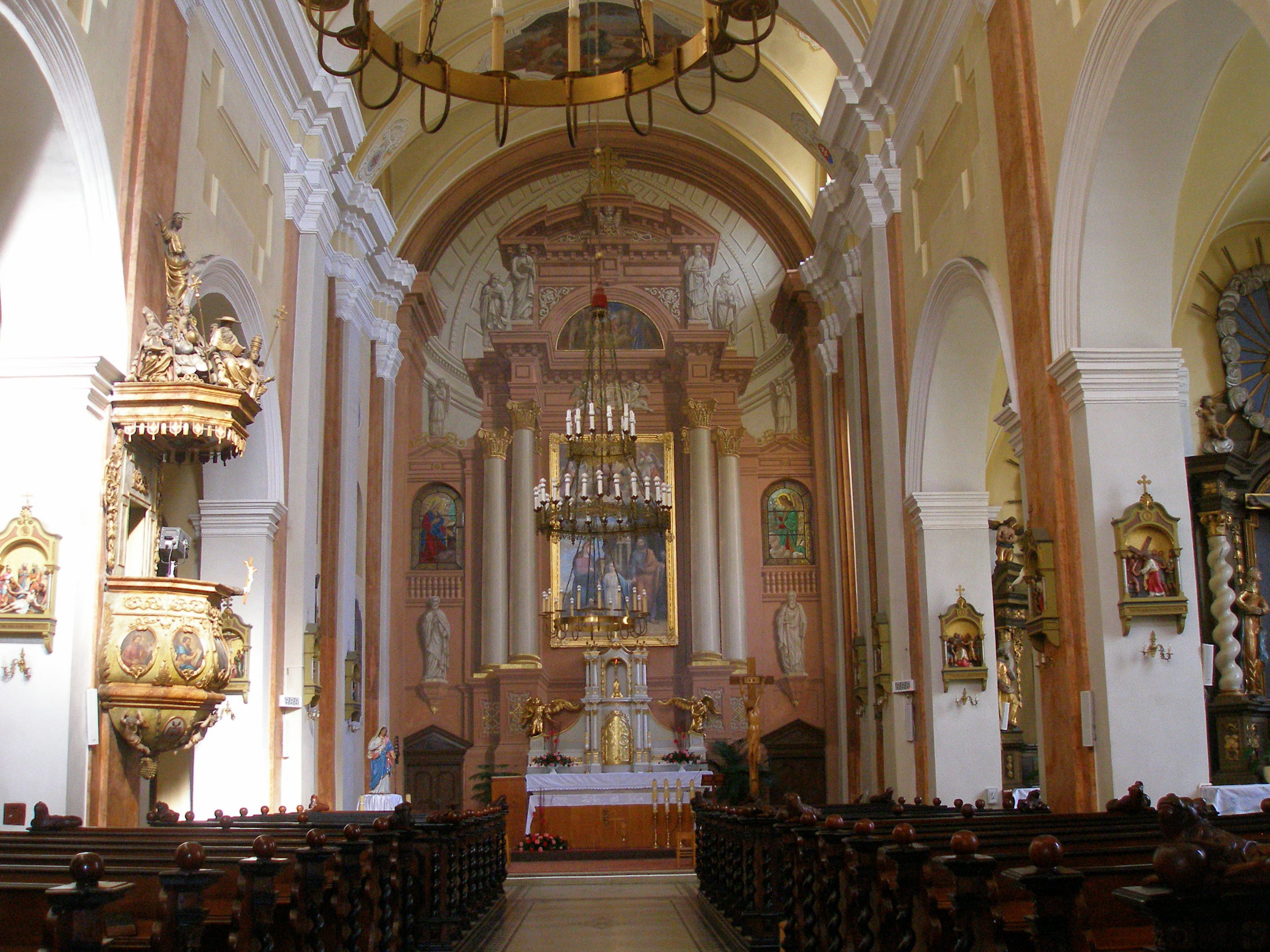
Detailní záběr na tabernákulum střežené sochami andělů

Oltářnímu prostoru dominuje iluzivní olejová nástěnná malba, kterou v roce 1872 vytvořil františkán Konrád Švestka z Kroměříže a která zobrazuje původní oltář od Františka Strecia z roku 1732, který však 21. prosince 1870 lehl popelem. Na původním oltáři bylo umístěno až 42 soch, v jejichž středu byl dvanáctiletý Ježíš, Panna Maria a svatý Josef, jemuž je kostel zasvěcen. Nad ústředním obrazem dva andělé drží štít s nápisem: "Flamis interne combusta 21. dec. 1870 "
To v překladu znamená "Zničen plameny 21. dec. 1870." Pod tímto údajem jsou uvedeny roky rekonstrukce, a to: 1872, 1907, 1947, 1992.
Po stranách oltářní desky, jak ji vidí lidé, jsou vpravo svatý apoštol Petr s klíči od nebeského království a knihou a vlevo svatý apoštol Pavel s mečem a knihou. Nad apoštoly jsou vitráže do kaple svatých relikvií za oltářem, které zobrazují Zvěstování Mikuláše z Jordánu. Ty byly doplněny v roce 1956. A nad nimi jsou dva andělé spínající ruce v modlitbě.
V nejvyšší části oltáře jsou čtyři sochy apoštolů - evangelistů, vlevo svatí Matouš a Marek, vpravo svatí Lukáš a Jan, nad nimi je pouze tzv. jetelový kříž. Pod nimi je půlkruhový obraz znázorňující Narození Páně.
Na menze hlavního oltáře je tabernákulum, který má po obou stranách řecká písmena A (alfa) a Ω (omega), odkazující na výrok Ježíše Krista: "Já jsem Alfa i Omega, První i Poslední, Počátek i Konec."[15] Po stranách jsou dva klanící se, adorující andělé. Nad svatostánek byl v roce 1939 přidán trůn od Aloysia Nevitzkiho pro vystavení Nejsvětější svátosti; nyní obsahuje kříž a věčné světlo označující Boží přítomnost.

### Vedlejší oltáře
Kaple s oltáři byly ke kostelu přistavěny krátce poté, co kostel a klášter v roce 1671 převzali františkáni.

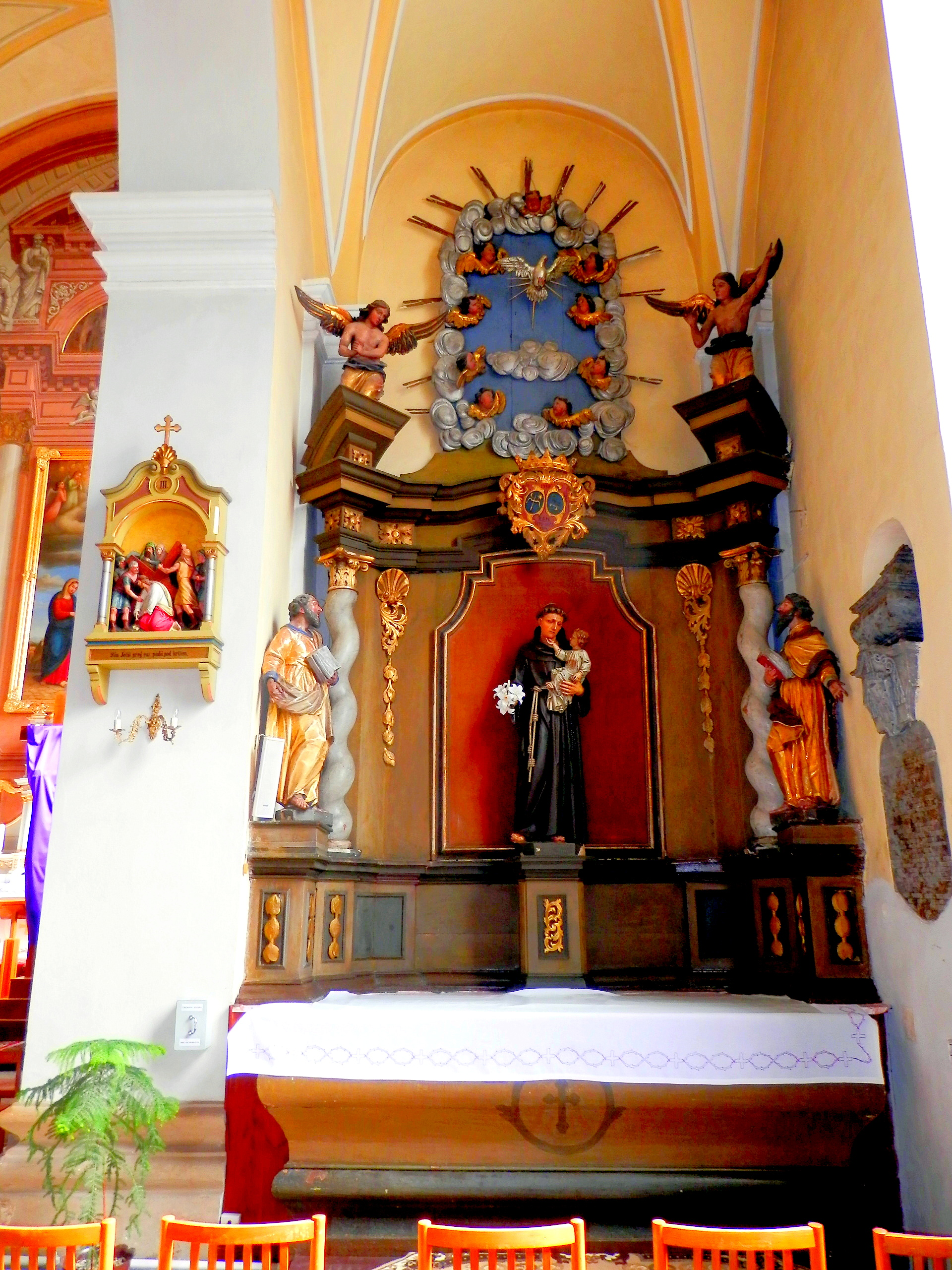
Kaple svatého Antonína Paduánského
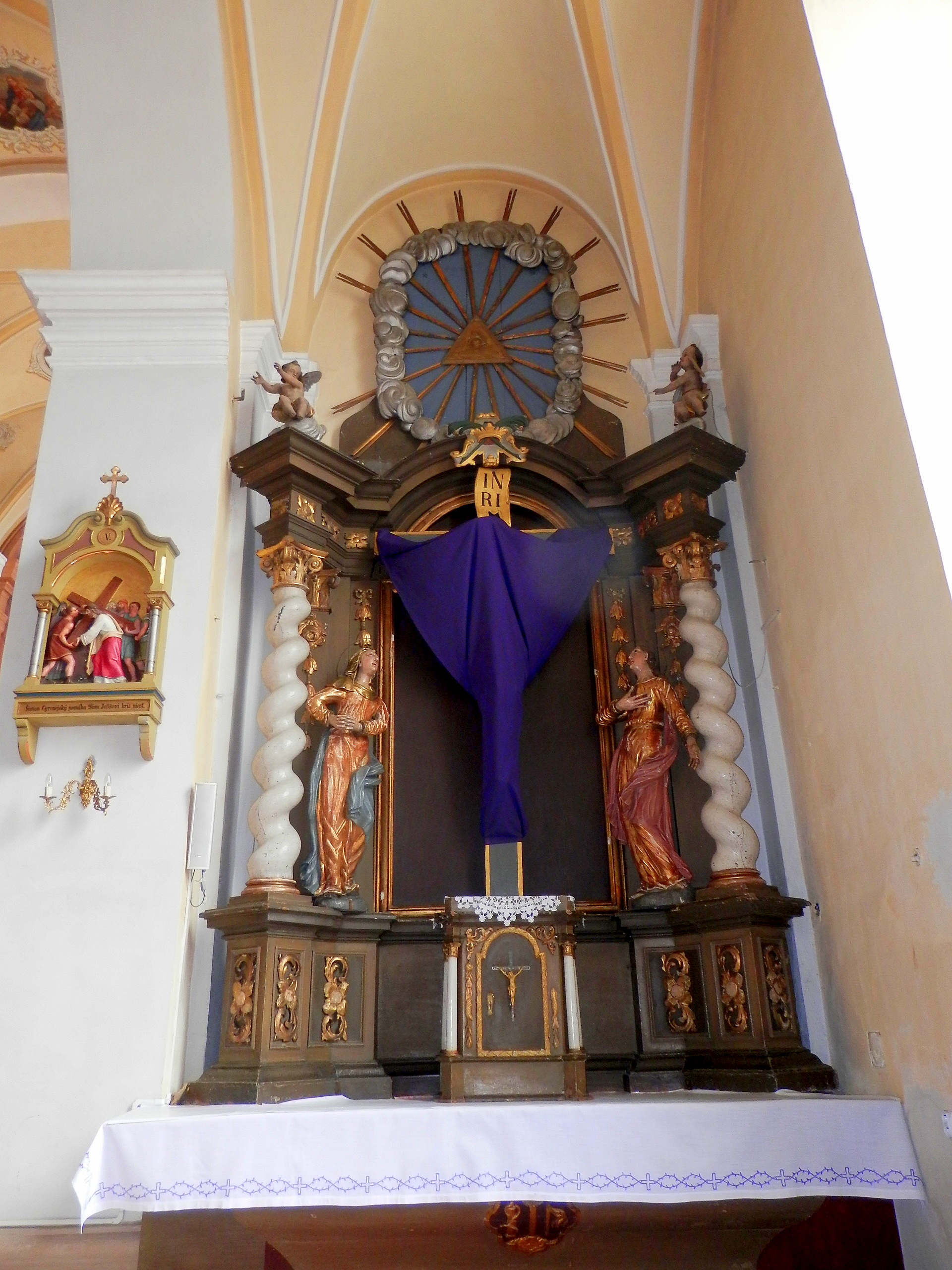
Kaple svatého Kříže v době postní
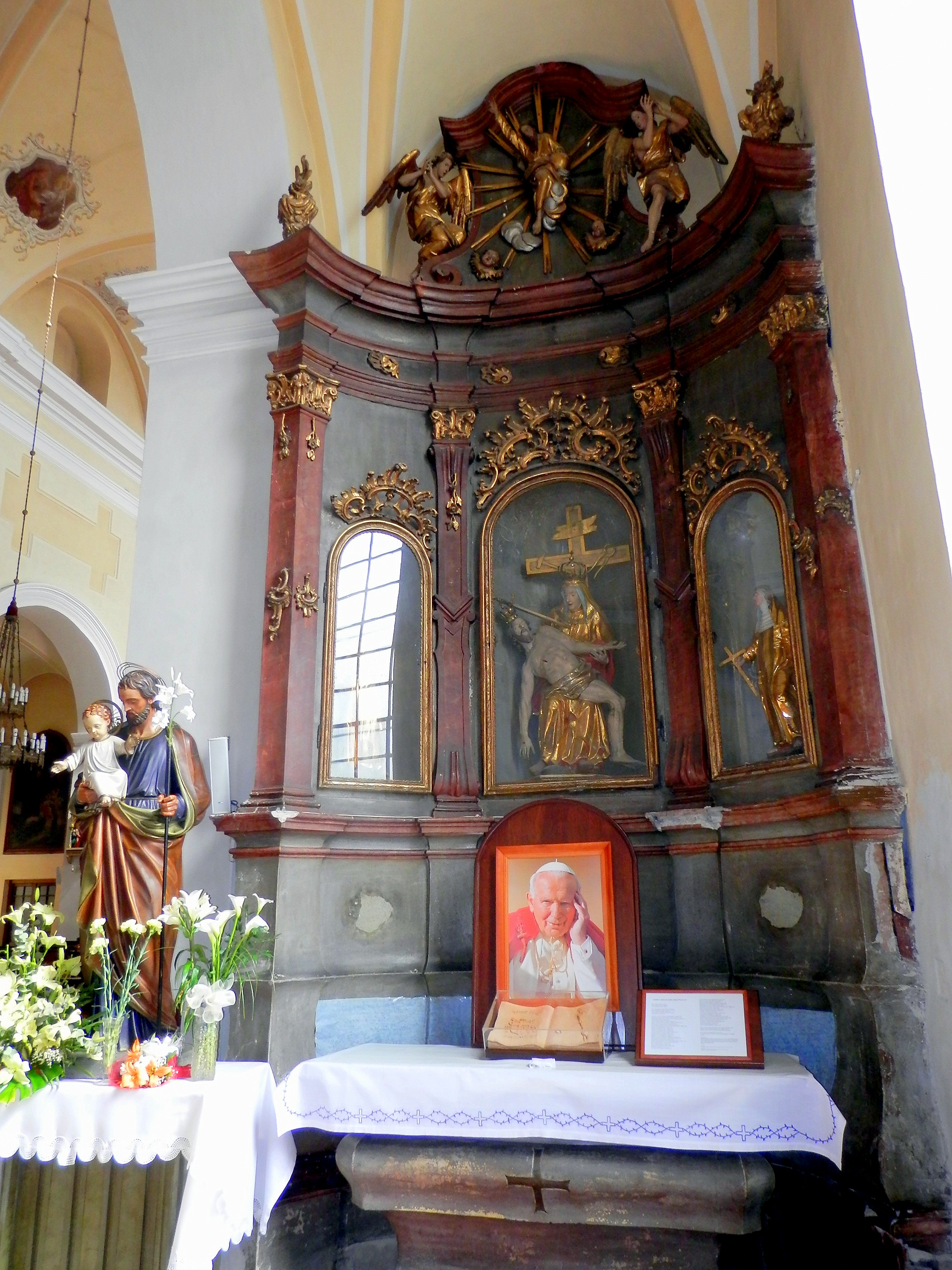
Kaple Panny Marie Sedmibolestné
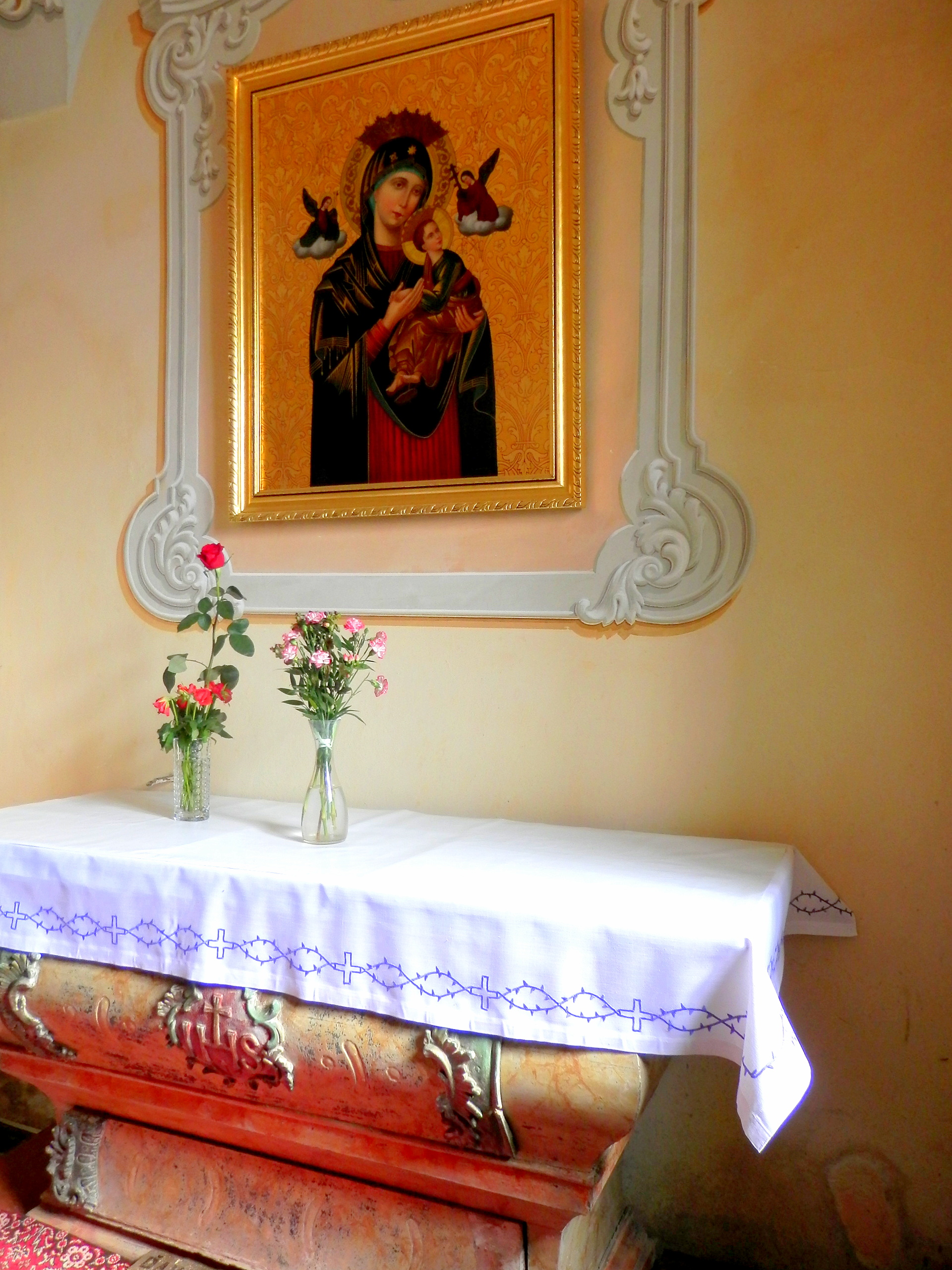
Kaple Matky ustavičné pomoci
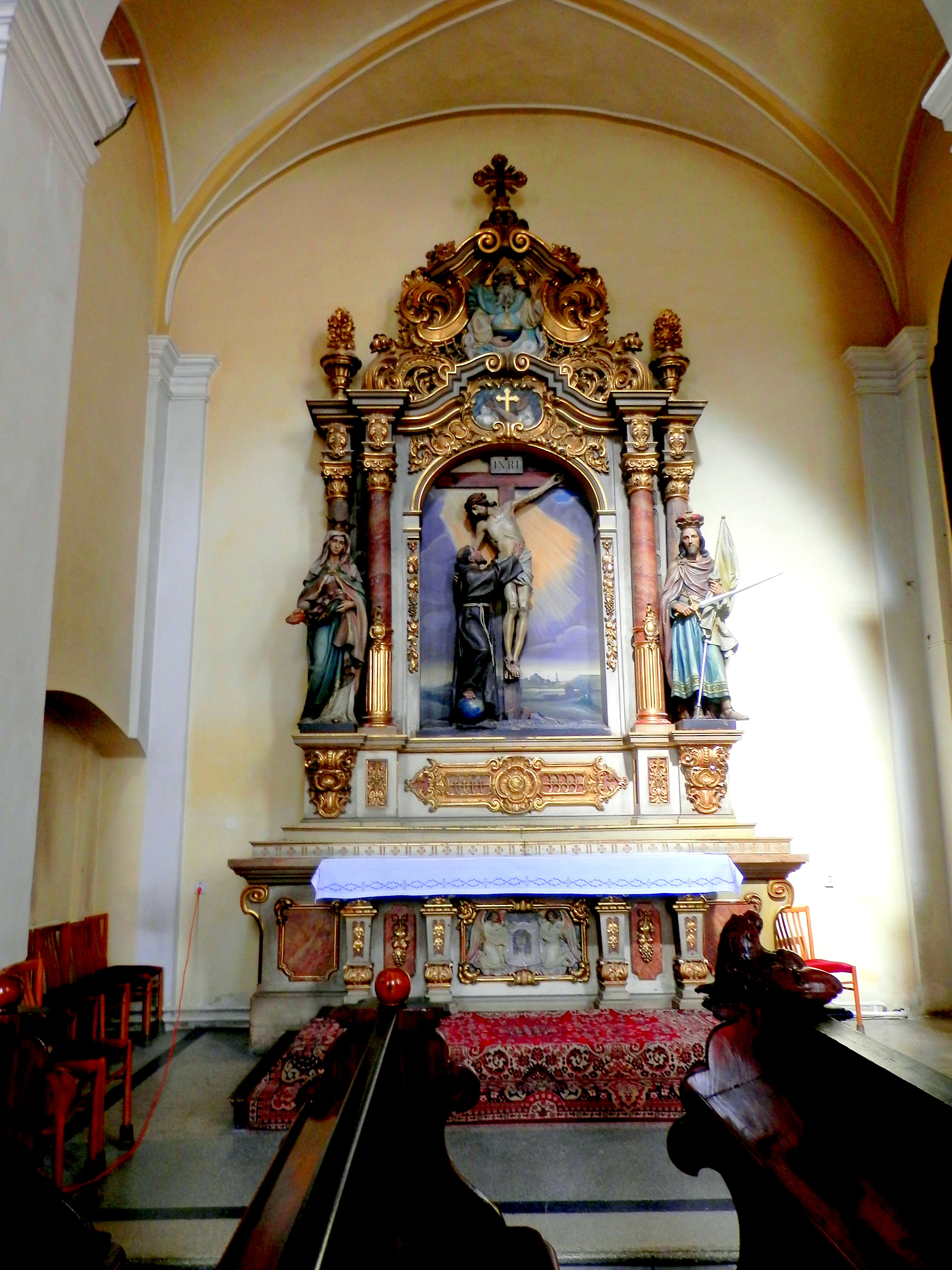
Kaple svatého Františka z Assisi
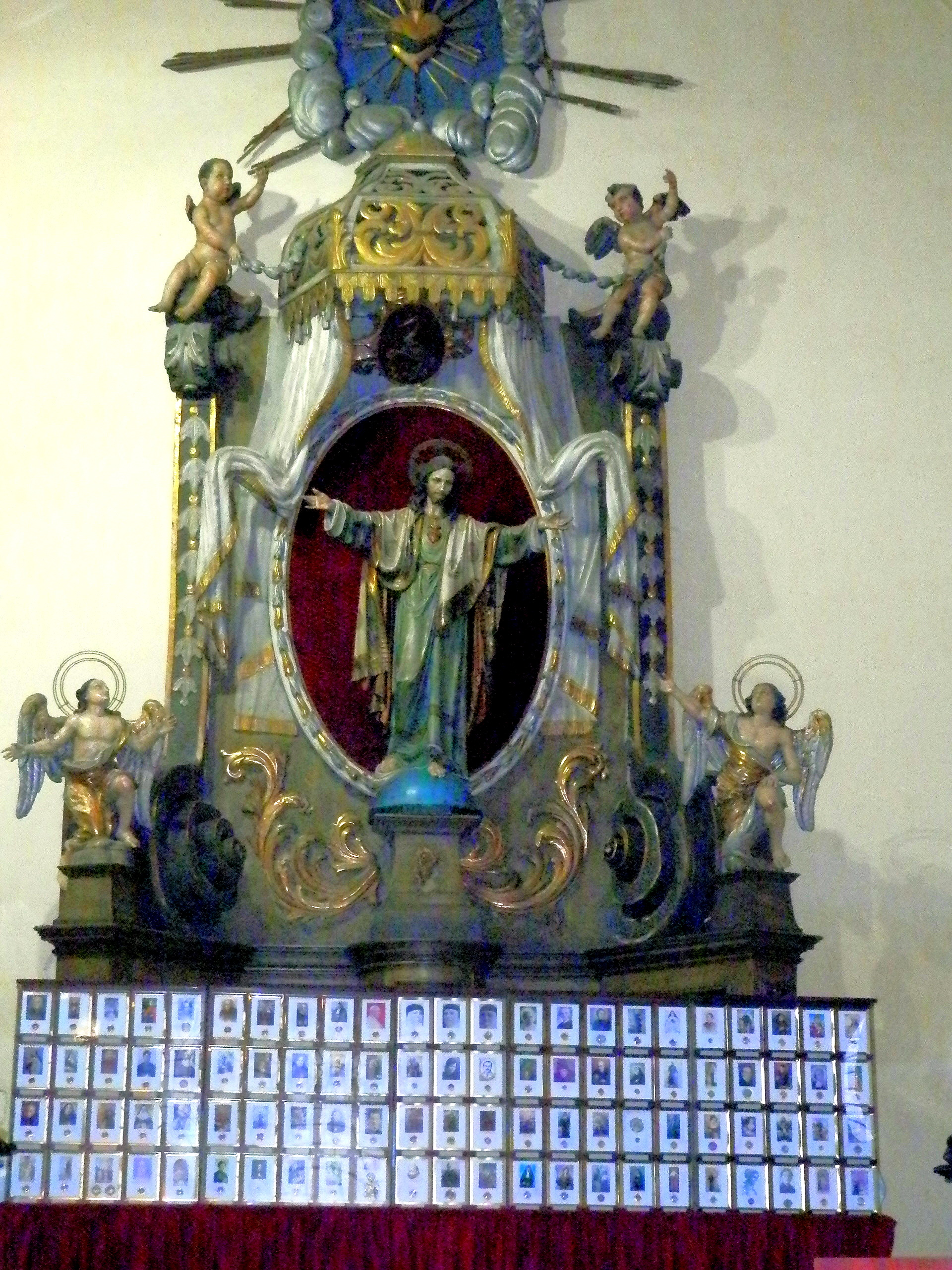
Kaple Božského Srdce Ježíšova
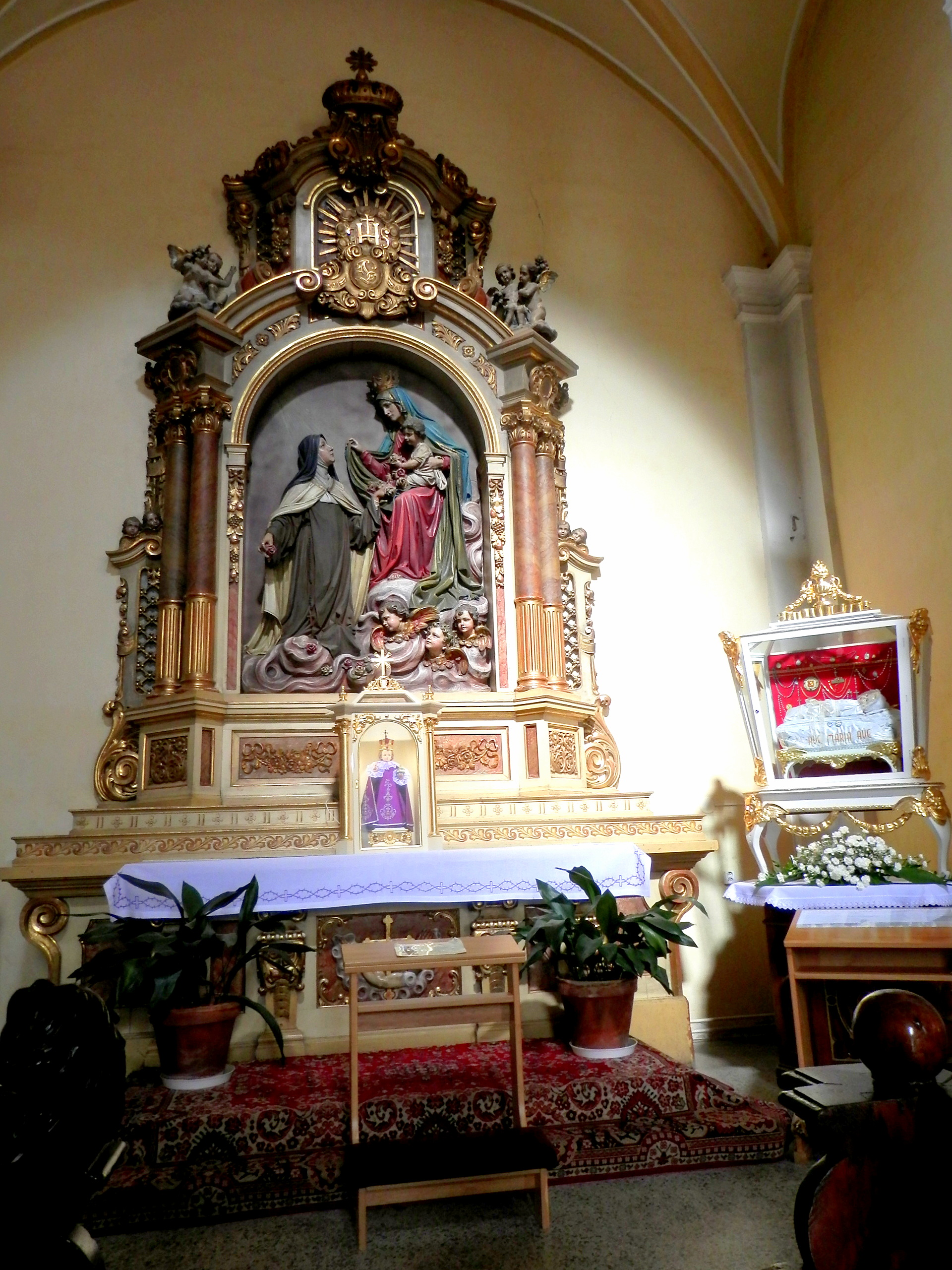
Kaple svaté Terezie od Ježíše

#### Kaple svatého Antonína Paduánského
První jižní kapli, která je nejblíže hlavnímu oltáři, zdobí oltář s obrazem svatého Antonína Paduánského, františkánského kněze a učitele církve. Podle letopočtu napsaného na oltáři vedle erbu donátorů Klobušických byl postaven v roce 1719, socha světce pak pochází z počátku 20. století.
Po stranách světce stojícího uprostřed stojí dva proroci s knihami. Na vrcholu je socha Ducha svatého v podobě holubice obklopené anděly a oblaky. Barokní menza má tvar rakve.
V kapli jsou pohřbeni baron František Klobušický a Terézia Klobušická; v jižní stěně kaple je umístěna malá rakev s erbem arcibiskupa a hraběte Františka Klobušického; pod ní je mramorová deska s následujícím textem:
| „ | D O M A (Deo optimo maximo adoratio) ET SAC CINERIBUS DIVI COLOCENSIUM ANTISTITIS FRANC: XAV. NEP. COMITIS KLOBUSZICKI DACIAE SCLAVONIAE PANNONIALE EX ORDINE PONTIFICIS PUBL. VOTO AD AMPII ORA NATI ET LONGIORI VITA DIGINI HONORIS ET ERGO PARENTAT ATQVE FRATERNI RELLIQVIAS CORDIS QVOD QVAM LARGISSIME VITA SUPERSTITE COMMUNICABAT BONIS OMNIBUS ET PERPETUUM IN MEMORIA HOMINUM SIBI EREXIT MONUMENTUM EXILI HOC MARMORE CONDIDIT AD MAUSOLEUM AVITICUM INTRA MOENIA FRAGOPOLEOS TRANS LOCANDUM ATROCEM IN MODUM EHEU AFFLICITA SOFOR THERESIA KLOBUSZICKA EXCLMO ATQVE ILLMO SUPREMO AERARII REG. PRAEFECTO COMITI ANTONIO GRASSALKOVICZIO TALAMO ATQVE ANIMO JUNCTA. ANNO AREAE CHRISTIANAE CI) I) CCLX NUNC VIATOR ET PIIS MANIBUS BENE PRECARE NEC ANIMO EXCIDAT QVIA ET TU MORIERIS. | “ |

V překladu to znamená:
| „ | Bohu Nejlepšímu, Největšímu, s úctou a k posvátným ostatkům, zbožná památka biskupa Františka Xavera, potomka Klobušického, hraběte z Dacie, Slavonie, Panonie, biskupského řádu, všeobecně milovaného, narozeného v kraji Ampi a hodného dlouhého života. Proto také z úcty a lásky obětuje ostatkům srdce svého bratra, vzhledem k tomu, jak velmi velkoryse byl jeho život spojen nade vším dobrým. A věčný na památku lidí mu postavil pomník. Tento skromný mramor, strohý v míře, vztyčila na náhrobek, aby jej nesl, mezi hradbami Prešova. Ach, běda! Zoufalá sestra Terezie Klobusická, a také (s) urozeným a osvíceným představeným, královského panství, hrabětem Antonínem Grasalkovičem, spřízněná a duchovně spojená. Rok křesťanského letopočtu 1760. Nyní se poutníku (a) zbožnýma rukama dobře modli, abys v duši nepadl, neboť i ty zemřeš. | “ |

#### Kaple sv. kříže
Ve střední jižní kapli se nachází barokní oltář Svatého kříže, jemuž dominuje ukřižovaný Syn člověka, po jehož boku stojí jeho matka Maria a apoštol Jan. V horní části oltáře je na modrém pozadí Boží oko obklopené malými anděly (putti). Na mense ve tvaru rakve jsou symboly ukřižování: kříž, trnová koruna, řemeny biče a sloup s provazem. Celý komplex pochází z druhé poloviny 18. století.
O Vánocích bývá tato kaple zakryta betlémem.

#### Kaple Panny Marie Sedmibolestné
Ve třetí jižní kapli se nachází barokní oltář Panny Marie Sedmibolestné, patronky Slovenska, pocházející z druhé poloviny 18. století. Ve střední části za sklem je samotná Panna Maria držící mrtvého Ježíše, po stranách jsou (rovněž za sklem) dvě jeptišky, jedna drží Bibli a druhá kříž. V horní části oltáře je vyobrazen Bůh Otec držící zeměkouli, což symbolizuje, že Země je v Božích rukou. Vedle něj jsou dva adorující andělé a dvě okřídlené hlavy andělů.
V této kapli jsou trvale vystaveny relikvie svatého Jana Pavla II.

#### Kaple Matky ustavičné pomoci
Kaple je nejmenší z bočních kaplí v kostele, nachází se v jižní věži. Obsahuje obraz Panny Marie vyjadřující hlubokou mariánskou úctu.
Původně se jednalo o kapli Svatého kříže, který byl rovněž vyobrazen na oltářním obraze, a v roce 1947 byla přestavěna na kapli Matky ustavičné pomoci. Menza je původní - barokní.

#### Kaple svatého Františka z Assisi
První severní kaple je kaplí svatého Františka z Assisi, zakladatele řádu menších bratří. Její oltář pochází z 30. let 19. století a je postaven v novobarokním stylu. Ústřední socha představuje Ježíše Krista, který z kříže objímá svatého Františka z Assisi z kříže. Po stranách stojí světci - Alžběta Uherská s chlebem a růžemi, která podle legendy nesla v zástěře chléb chudým, a když ji potkal její manžel a zeptal se jí, co nese, odpověděla, že růže. Když se její manžel chtěl podívat a ona odkryla zástěru, byly tam skutečně květiny a Svatý Ludvík IX., francouzský král, s korunou na hlavě, s mečem a praporem v ruce.
Nad Ukřižovaným je erb řádu menších bratří - dvě zkřížené probodené ruce: holá ruka je Kristova a ruka v oděvu Františkova. Na vrcholu oltáře je Bůh Otec držící zeměkouli. Na oltářní menze stojí dva andělé držící Veroničin šátek z křížové cesty.
Na stěně kaple nad dveřmi do chodby vedoucí do kláštera visí oltářní obraz svatého Petra z Alkantary, františkána, jak se modlí před křížem.
Autorem oltáře je prešovský umělec, řezbář Alojz Nevický.

#### Kaple Božského Srdce Ježíšova
Prostřední severní kaple je zasvěcena Nejsvětějšímu Srdci Ježíšovu, dominuje jí barokní oltář, na němž je umístěna socha Ježíše Krista z první poloviny 20. století. Nad Ježíšem je baldachýn, který drží dva andělé. Pod baldachýnem je umístěn emblém čápa držícího kus zlata, který odkazuje na pověst, že Františku Klobušickému při lovu upustil čáp kus zlata, což ho přimělo stát se patronem františkánské církve a začít ji podporovat.

#### Kaple svaté Terezie od Ježíše
Třetí severní kaplí je kaple svaté Terezie z Lisieux, lidově nazývané "Terezie od Ježíše". Kapli dominuje secesně novorománský oltář s klečící karmelitánskou jeptiškou svatou Terezií z Lisieux, která bere růže od Ježíška, jenž sedí v náručí své matky, Panny Marie. To odkazuje na její slib, že pokud dosáhne nebe, zasype zemi růžemi dobrodiní. U jejich nohou jsou tři okřídlené hlavy andělů; andělé jsou také po stranách oltáře. Uprostřed menzy oltáře je vyřezávaný kříž s pašijí. Na oltáři byly až do tzv. nové liturgické reformy (1970) tři kanonické desky v ozdobných rámech se stálými mešními texty. Ve spodní části menzy je umístěn františkánský znak. Na menze oltáře je umístěna soška Pražského Jezulátka.
Autorem oltáře je prešovský umělec, řezbář Alojz Nevický.

### Varhany

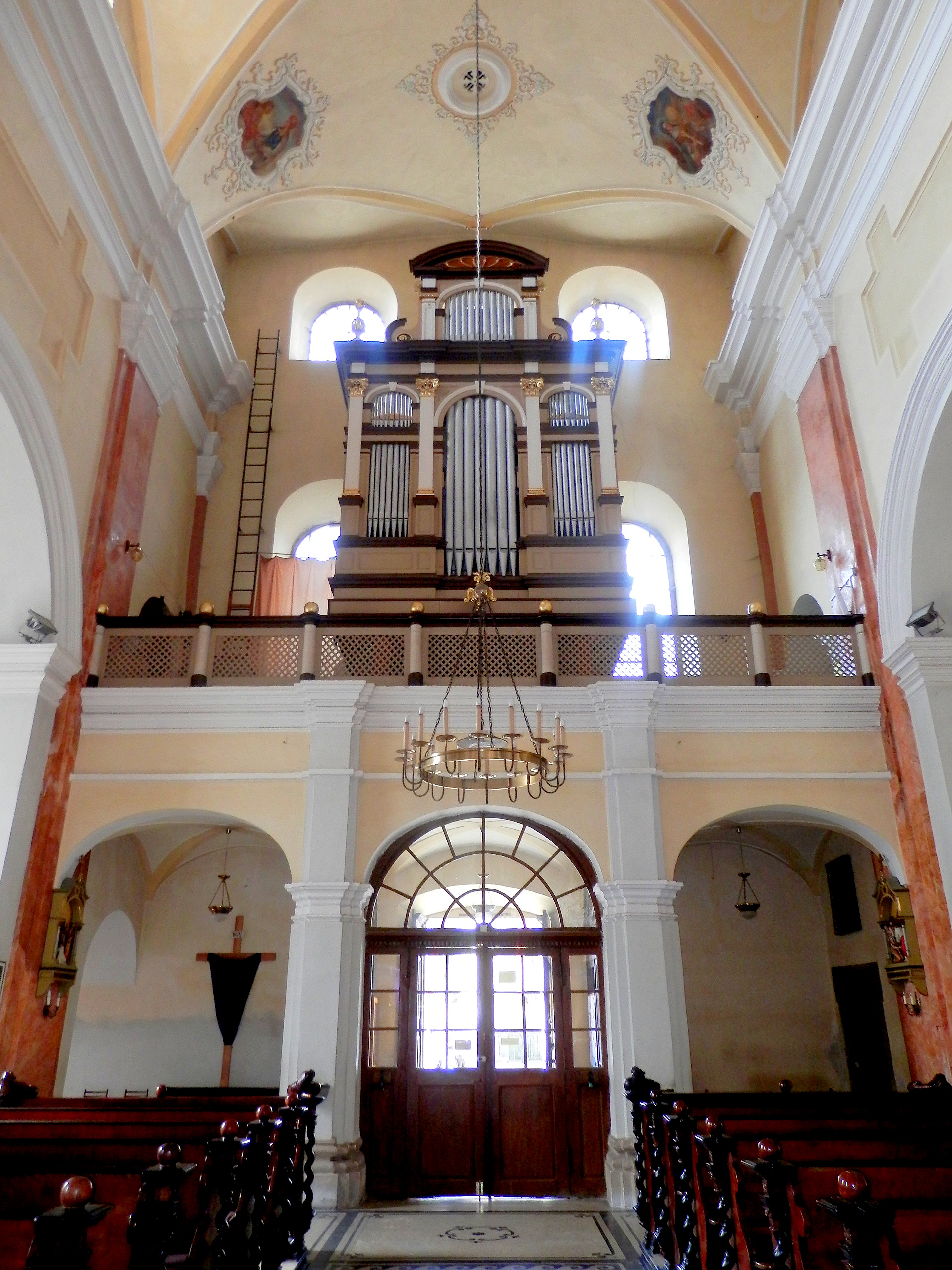
Varhany na kůru

Na kůru jsou umístěny varhany, jejichž zvuk dotváří atmosféru kostela. Varhanní skříň je v klasicistním stylu. Ve srovnání s celkovou nádherou kostela jsou varhany poměrně jednoduché. Když je postavil Otto Rieger z Budapešti, byly to dvoumanuálové varhany, ale v roce 1995 byly přestavěny na třímanuálové. Mistři z Kutné Hory z české firmy Organa přidali 7 nových rejstříků a upravili celou původní dispozici. Po poslední rekonstrukci mají varhany 2228 píšťal.

### Kazatelna
Barokní kazatelna z první poloviny 18. století se nachází na severní straně kostela. Na jejím baldachýnu je postava Ježíše, pod níž jsou dva andělé a čtyři západní církevní otcové:
- Svatý Řehoř - papež s tiárou na hlavě a holubicí na rameni (to naznačuje, že naslouchá hlasu Ducha svatého).
- Svatý Jeroným - kněz s kloboukem na hlavě.
- Svatý Augustin a svatý Ambrož - biskupové s mitrou na hlavě

Na vnitřní straně zvukové stříšky, která usměrňuje zvuk tak, aby byl knězův hlas slyšet v celém kostele, je zobrazen Duch svatý jako holubice. Na zábradlí je františkánská ruka s křížem, což je pro františkánské kostely typické.
Na vnější straně parapetu jsou v kartušových rámech umístěni čtyři evangelisté se svými symboly:
- Svatý Matouš - člověk
- Svatý Marek - lev
- Svatý Lukáš - býk
- Svatý Jan - orel

Uprostřed je učitel Ježíš. Pod kazatelnou jsou tři sochy andělů a dva erby.

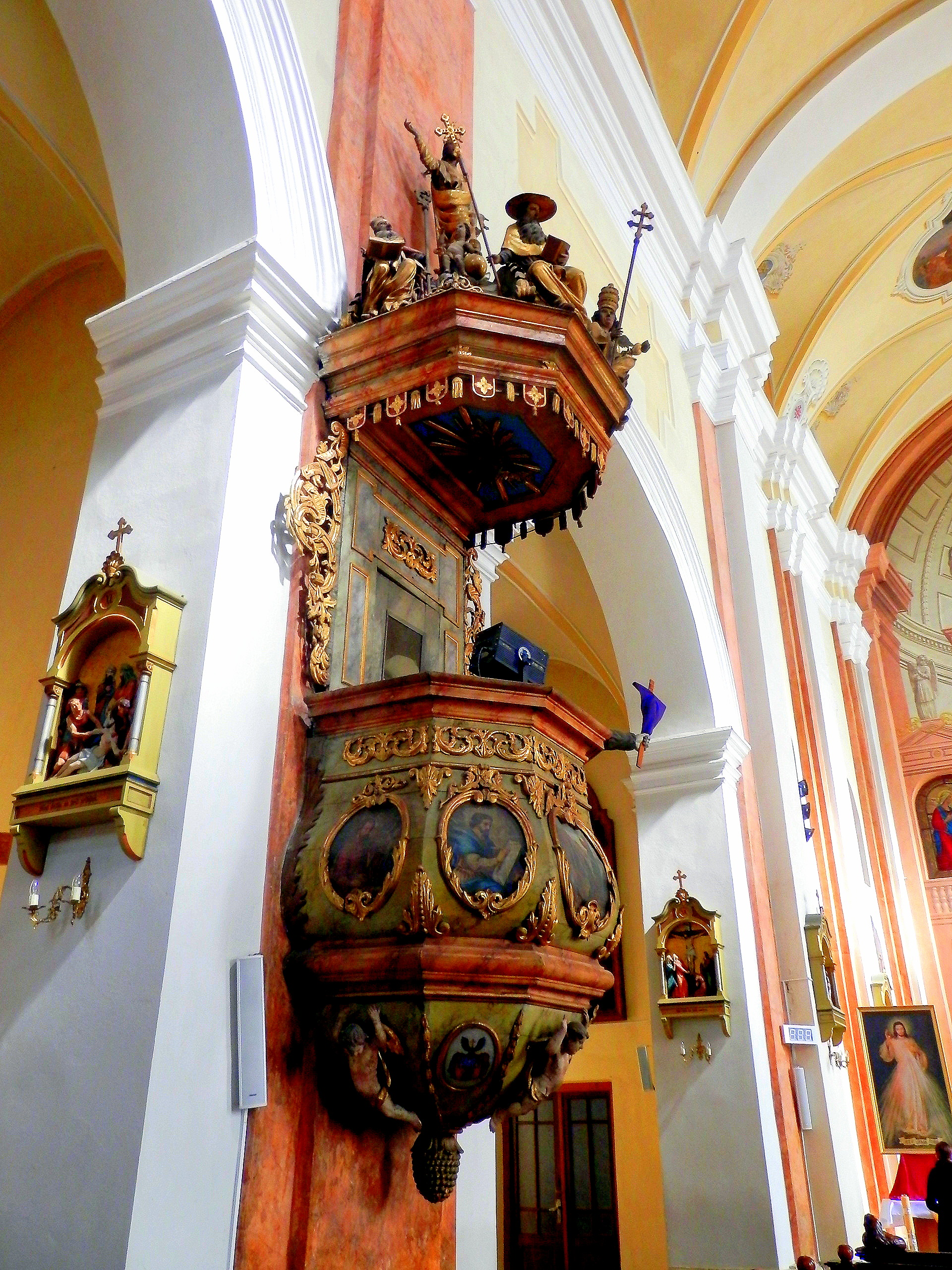
Kazatelna
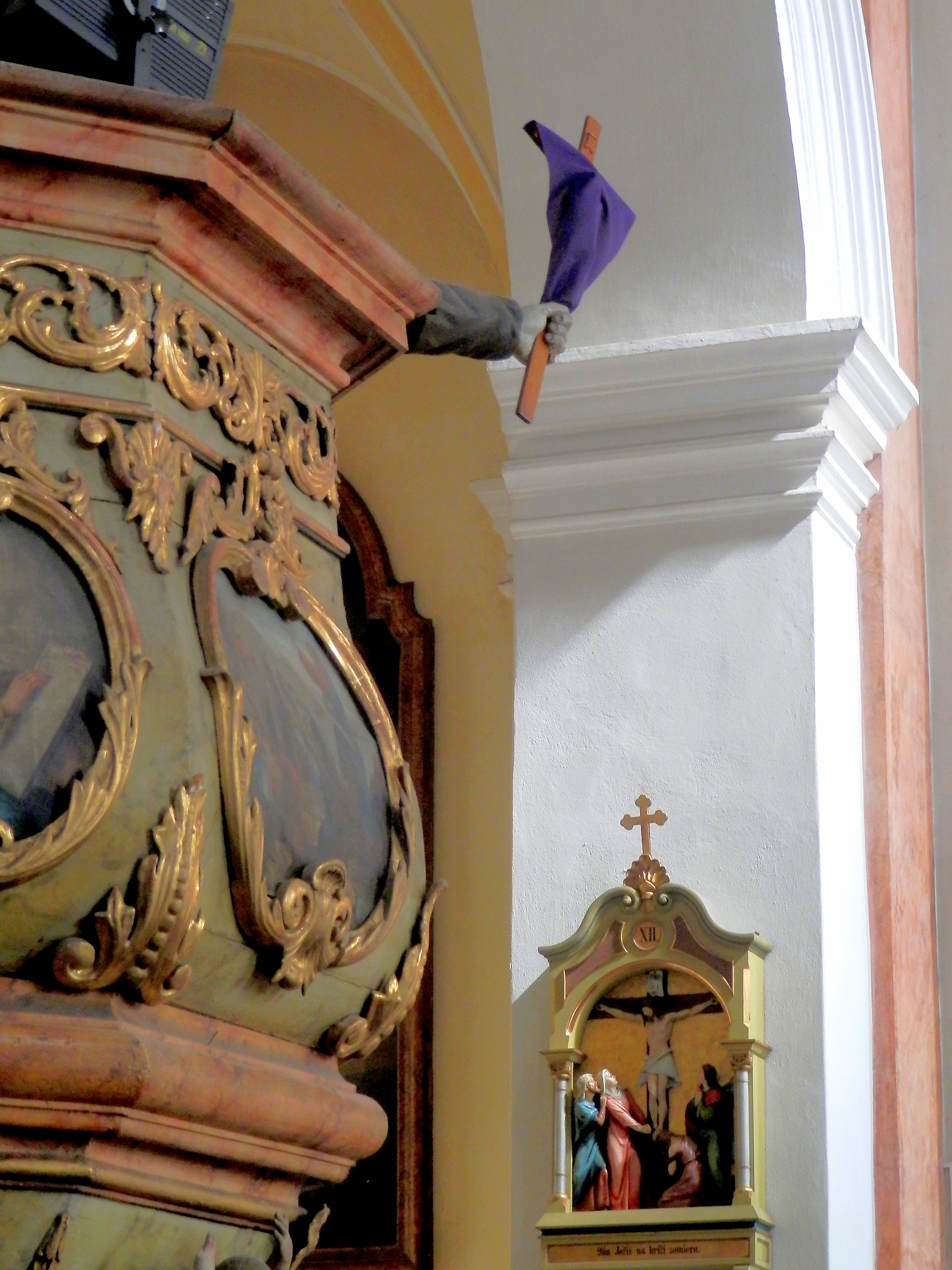
Kazatelna

#### Lavice
Barokní lavice, které se používají dodnes, byly v kostele instalovány v polovině 18. století. Jejich točité pilastry jsou zdobeny rostlinnými motivy, vroubkovaným ornamentem a sochami lvů.

#### Křížová cesta
Čtrnáct sádrových reliéfů křížové cesty z počátku 20. století je rozeseto po severní a jižní straně kostela.

#### Chodba
Souběžně s lodí kostela vede na severu souvislá freskami vyzdobená chodba, kterou se lze dostat do zpovědnice, sakristie, křížové chodby a kostela. V chodbě je postavena kaple Panny Marie Lurdské pro adoraci mariánských ctitelů. Věřící mohou v chodbě také prožít mši svatou, neboť je zde umístěn reproduktor. V minulosti byl východ z chodby do kostela v místě dnešního okna.

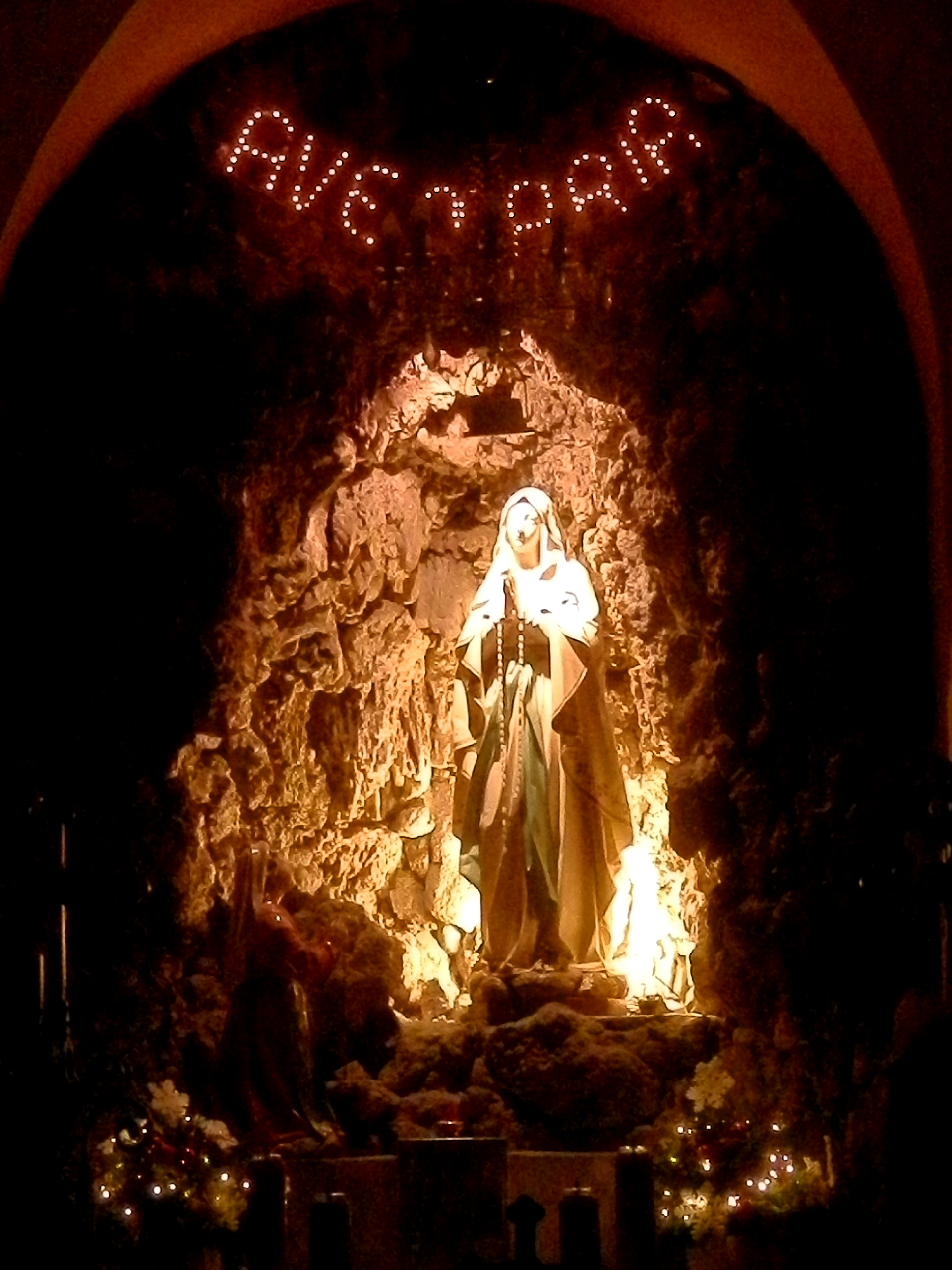
Kaple Panny Marie Lurdské

#### Porcinkulový oltář
Na místě, kde jsou dnes zpovědnice, býval barokní tzv. porcinkulový oltář, jehož ústředním motivem byl obraz svatého Františka z Assisi přijímajícího od Ježíše Krista dar plnomocných odpustků pro kostel Panny Marie Andělské v Assisi. Obraz se nachází na kůru nad sakristií.

### Betlém

#### Venkovní betlém
Na Františkánském náměstí je od roku 2013 každoročně umístěn betlém.

#### Vnitřní betlém
Přes vánoční období se nachází na místě kaple svatého Kříže a často bývá označován za nejkrásnější betlém v Prešově. Byl zakoupen v roce 2017 z italské Padovy a obsahuje pohyblivé figurky, což je v rámci města unikátní. Betlém je pro bratry františkány výjimečný, jako první ho vytvořil jejich zakladatel sv. František z Assisi
Vedle betléma umisťují relikvie:
- Relikvie jesliček Pána Ježíše - hlavní relikviář se nachází v bazilice Santa Maria Maggiore.
- Relikvie svatého Františka z Assisi

## Relikvie
Kostel je známý svou bohatou sbírkou relikvií svatých a blahoslavených, která v současnosti čítá 471 relikvií, které jsou vystaveny během novény a oktávu svátku Všech svatých. V roce 2001 začal sbírku budovat františkán Thomas Becket Pila. Je to největší sbírka relikvií svatých a blahoslavených na Slovensku.
Ze známých světců se ve františkánském kostele a klášteře v Prešově nacházejí relikvie Jan Pavel II.Jana Pavla II, Matky Terezy, Otce Pia, fatimských dětí[17] a mnoha dalších[18].
Pouze jedna z nich je trvale vystavena, a to relikvie svatého Jana Pavla II, která je stále vystavena v boční kapli Panny Marie Sedmibolestné, patronky Slovenska, ostatní relikvie jsou uloženy v kapli svatých relikvií za oltářem, kde je možné na požádání k relikviím přistupovat a uctívat je. Bratři františkáni zde také jednou měsíčně slouží mši svatou.

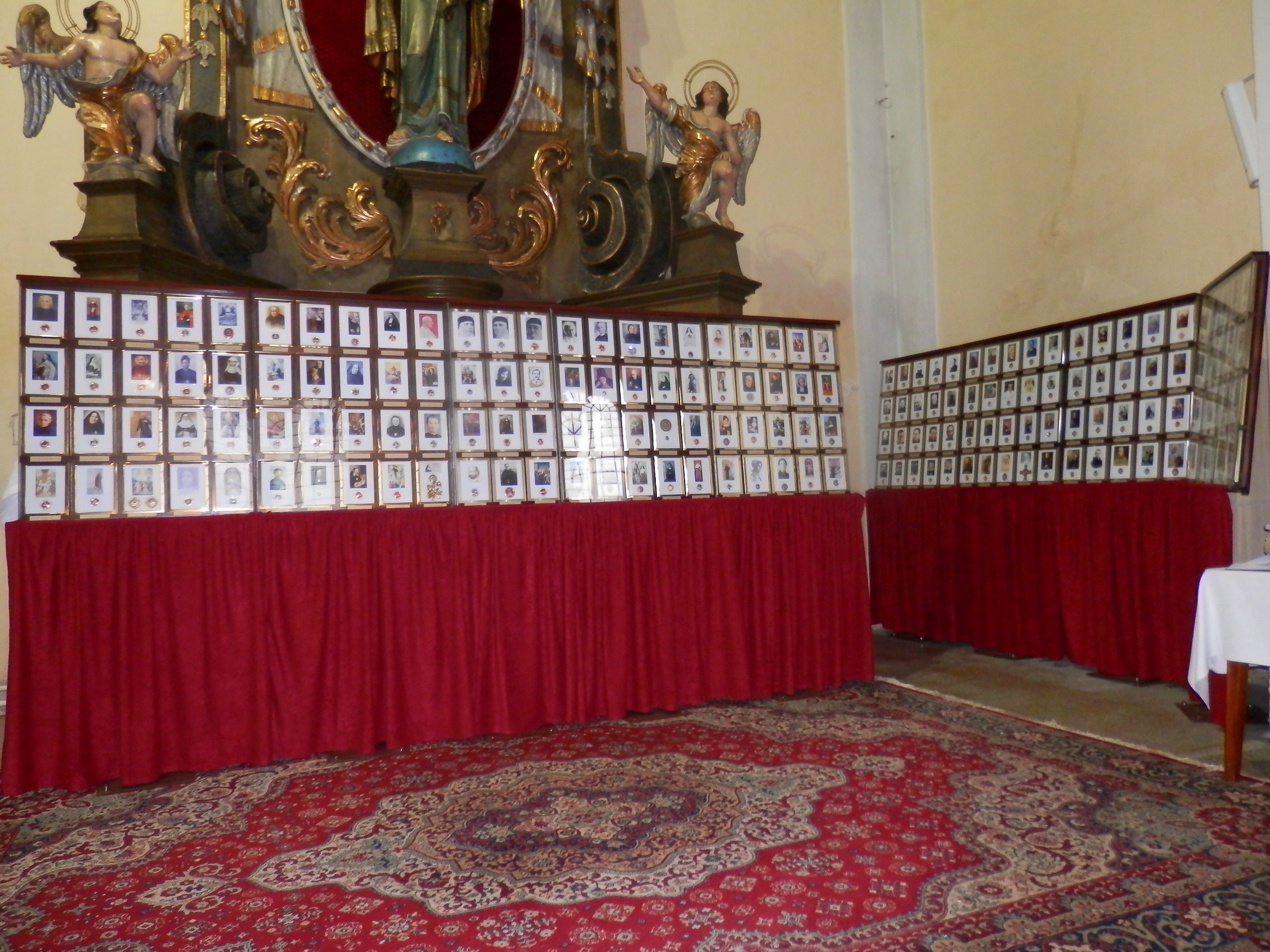
Relikvie vystavené v kostele
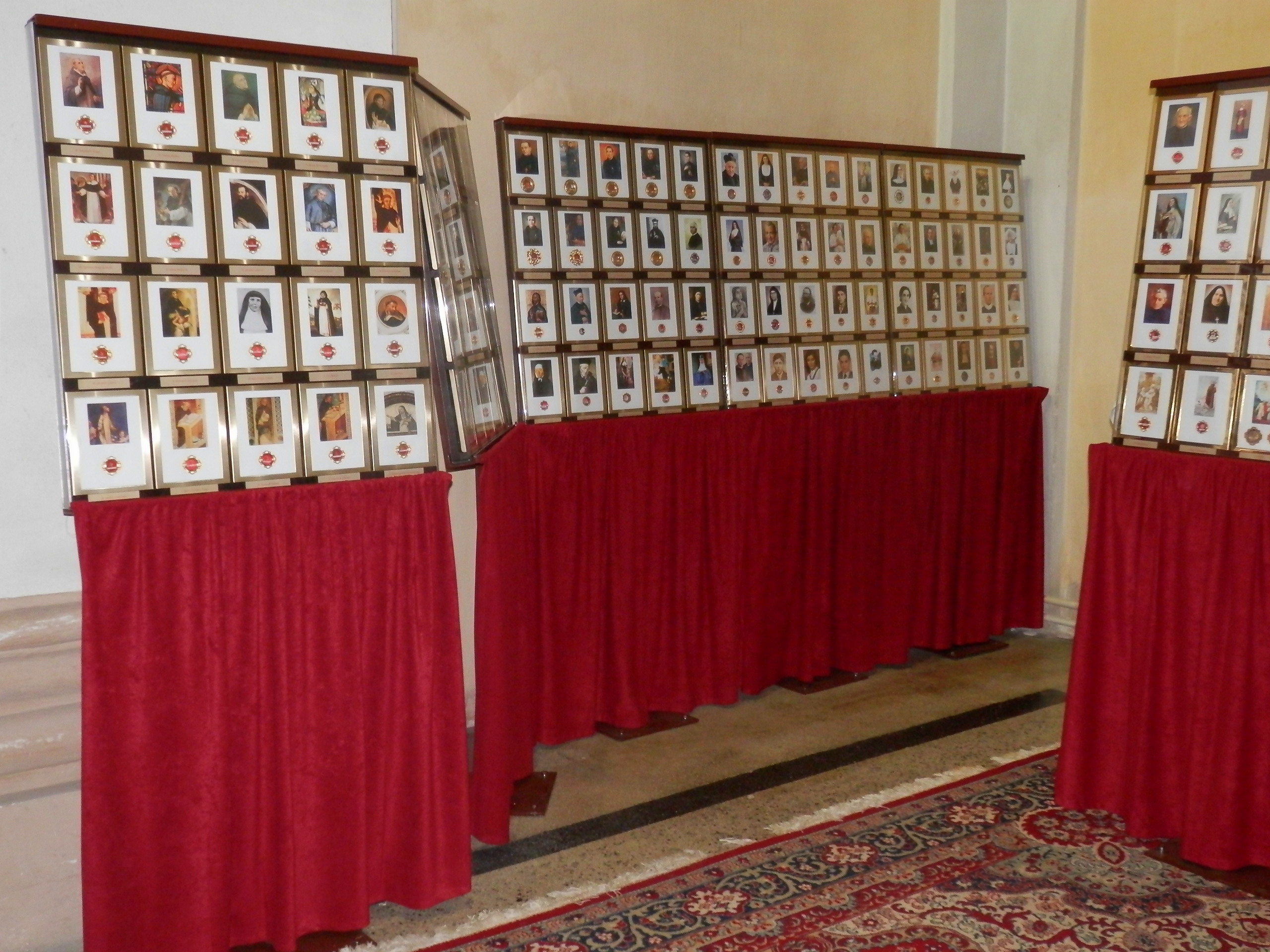
Relikvie vystavené v kostele
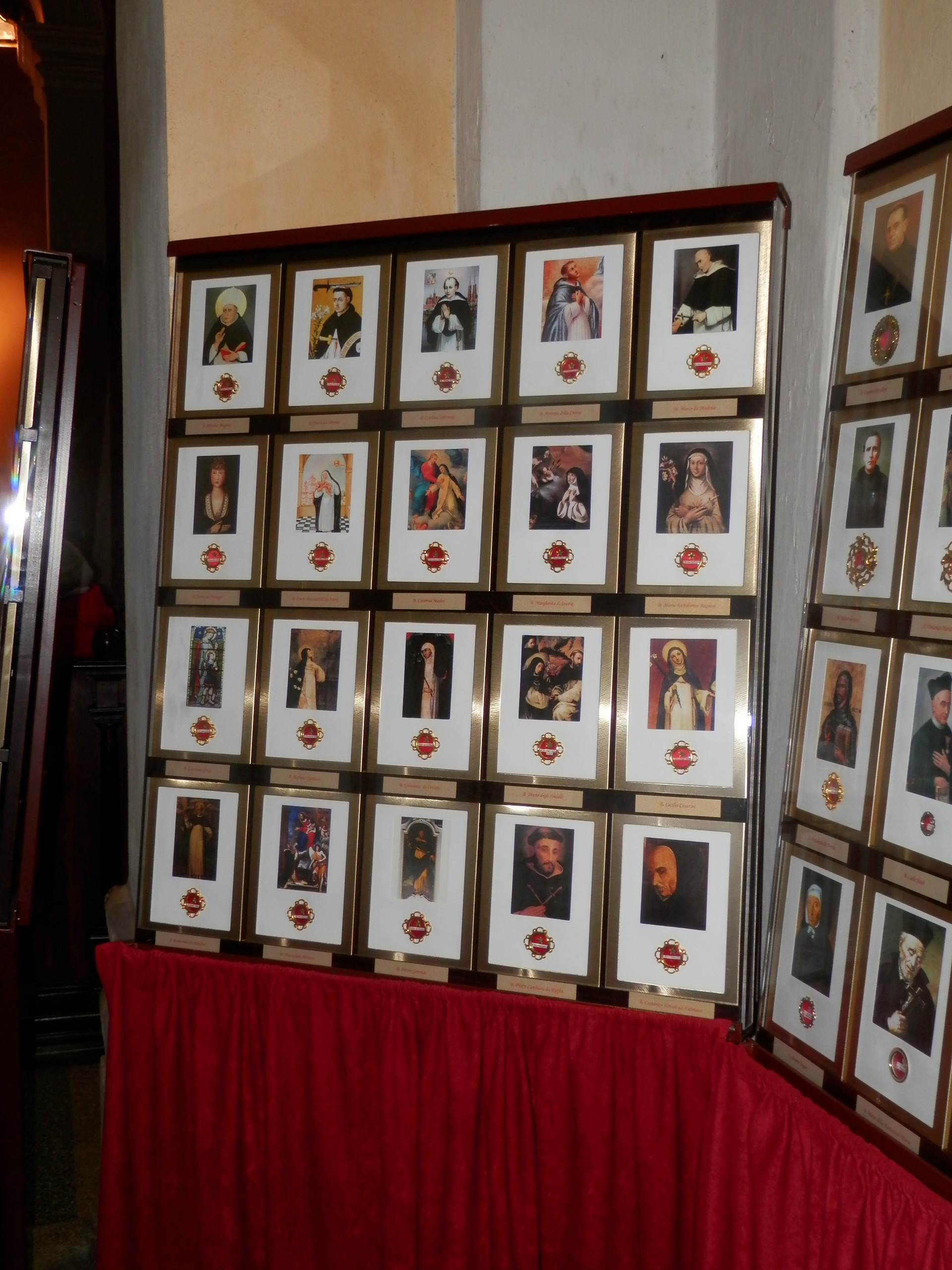
Relikvie vystavené v kostele
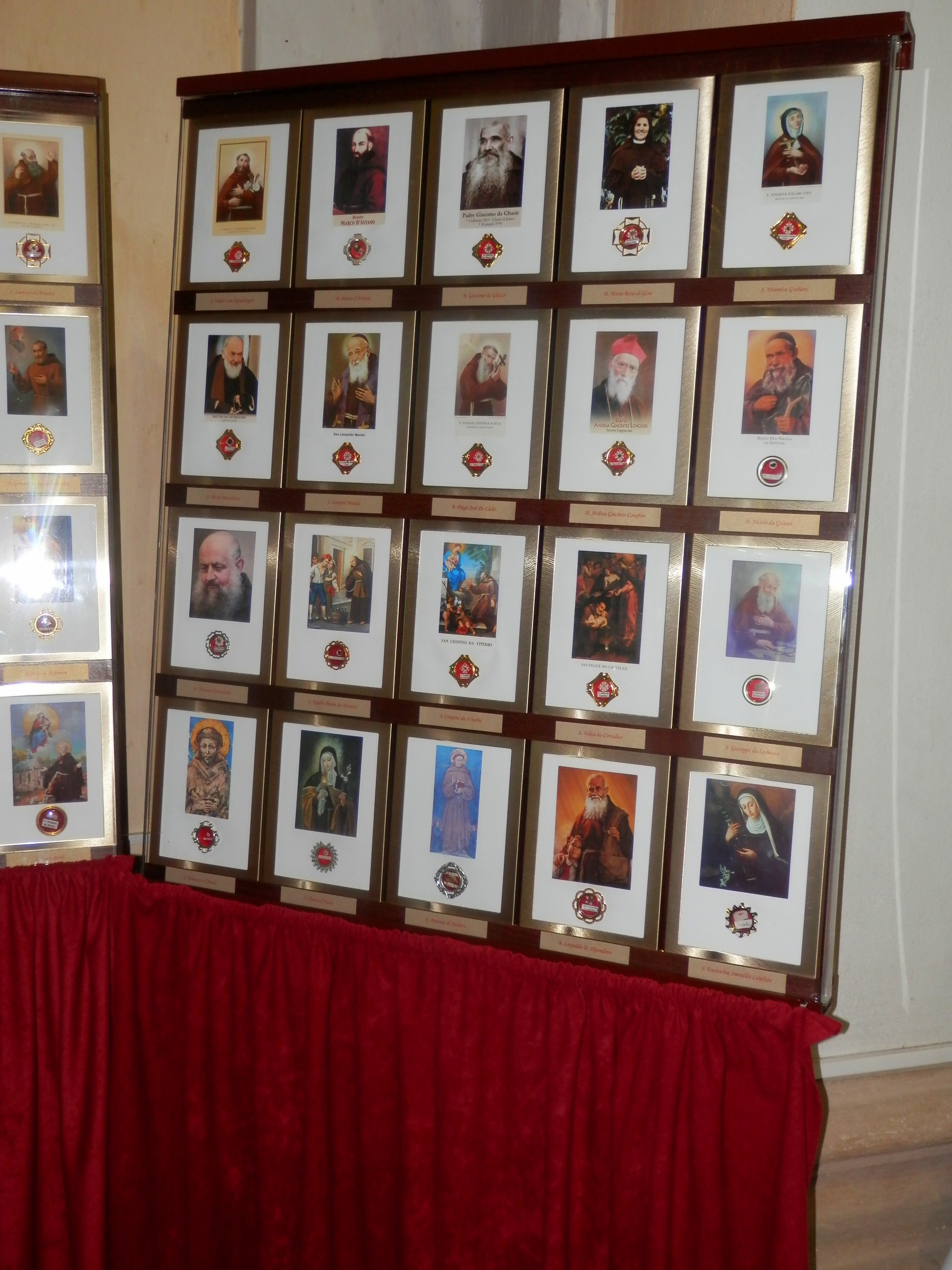
Relikvie vystavené v kostele
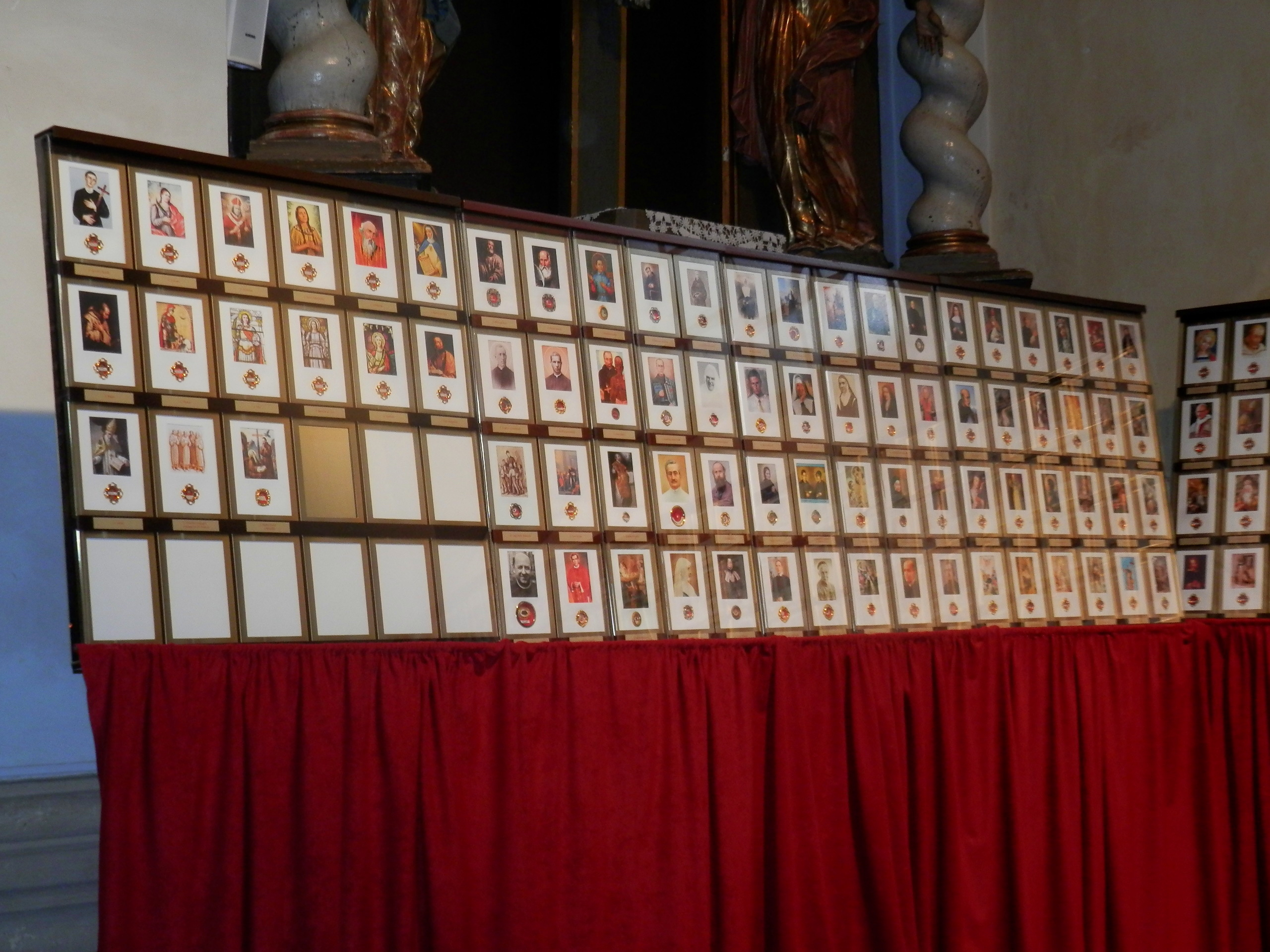
Relikvie vystavené v kostele
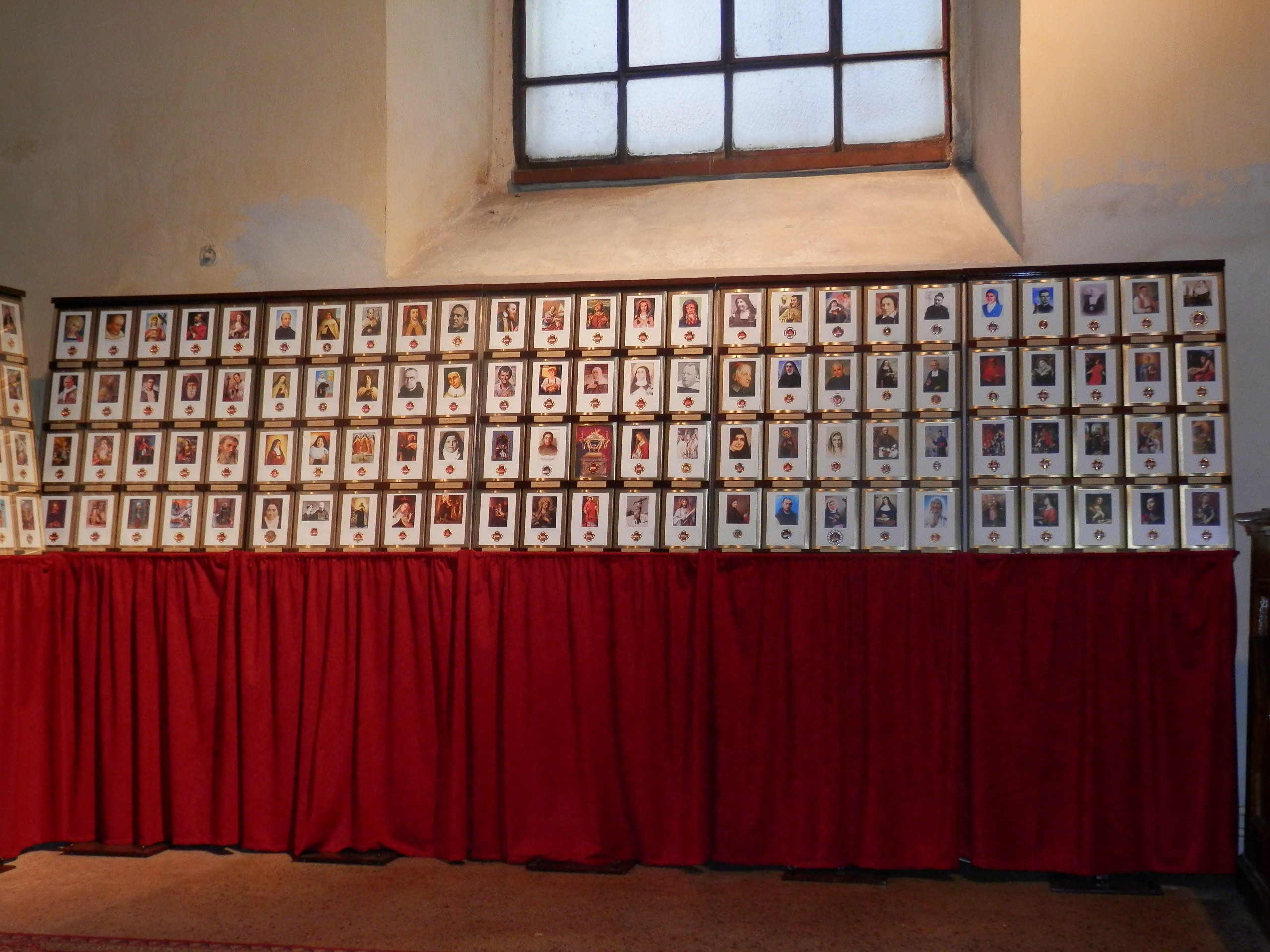
Relikvie vystavené v kostele
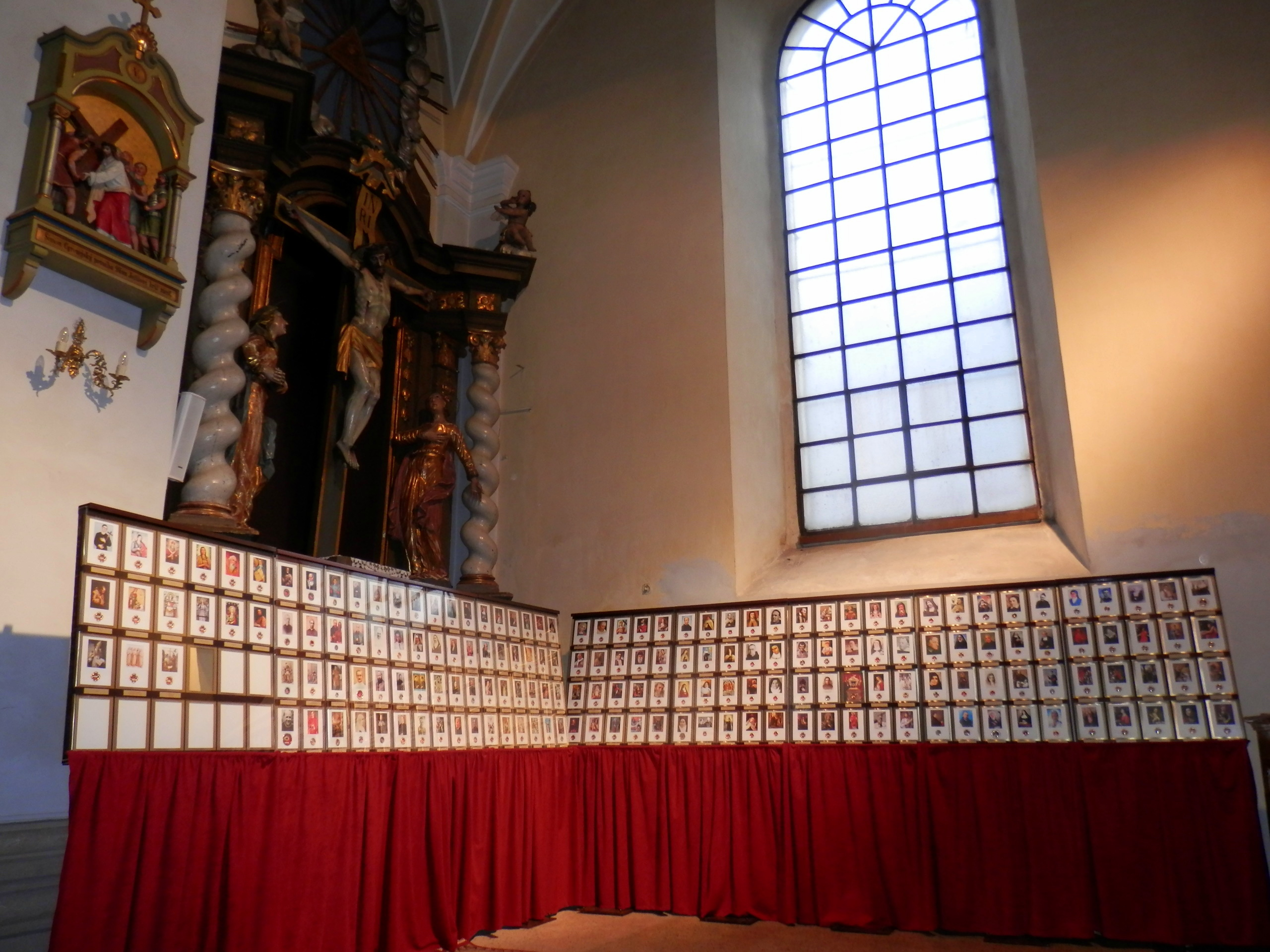
Relikvie vystavené v kostele

## Bohoslužby
Ve všední dny se obvykle konají tři bohoslužby denně (6.30; 8.00; 16.30), o letních prázdninách dvě (8.00; 16.30). V sobotu jsou dvě bohoslužby (6.30 a 16.30 - s nedělní bohoslužbou) V neděli jsou 4 mše (8.00; 9.30; 11.00; 19.00). Pokud přikázaný svátek připadne na den pracovního klidu, mše svaté jsou v 8.00, 9.30, 11.00, 19.00. Pokud přikázaný svátek připadá na všední den, jsou bohoslužby v 6.30, 8.00, 16.30, 19.00.